# سكان نيوزيلندا
تشمل التركيبة السكانية في نيوزيلندا الخلفيات الجنسية والعرقية والدينية والجغرافية والاقتصادية لحوالي 5.1 مليون شخص يعيشون في نيوزيلندا. يعيش أغلب النيوزيلنديين في المناطق الحضرية في الجزيرة الشمالية. والمدن الخمس الأكبر في البلاد هي: أوكلاند، وويلينغتون، وكرايستشرش، وهاميلتون، وتاورانجا. يعيش عدد قليل من النيوزيلنديين في جزر نيوزيلندا الصغيرة. وتعد جزيرة واهيكي (بالقرب من أوكلاند) هي أكثر الجزر الصغيرة اكتظاظاً بالسكان بعدد فاق 9390 نسمة، بينما جزيرة الحاجز العظيم، وجزر تشاتام وجزيرة ستيوارت يقل عدد سكان كل منهم عن 1000 نسمة.
تعد نيوزيلندا جزءاً من عالم نيوزيلندا، ويحق لمعظم الأشخاص الذين ولدوا في المناطق الخارجية مثل توكيلاو ومنطقة روس وجزر كوك ونييوي الحصول على جوازات سفر نيوزيلندية.
اعتباراً من تعداد 2018، فإن غالبية سكان نيوزيلندا من أصل أوروبي (حوالي 70%؛ يُشار إليهم غالباً باسم باكيها)، بجانب السكان الأصليين من شعب الماوري؛ الذين يعدون أكبر أقلية في البلاد بنسبة 16.5%، يليهم الآسيويون (15.3%)، وغير الماوريين بجزر المحيط الهادي المعروفين مجتمعين باسم جزر باسيفيكا النيوزيلندية [الإنجليزية] (9.0%). ينعكس هذا في الهجرة، حيث يأتي معظم المهاجرين الجدد من بريطانيا وأيرلندا، على الرغم من أن الأرقام من آسيا على وجه الخصوص آخذة في الازدياد. وتعد أوكلاند المنطقة الأكثر تنوعاً عرقياً في نيوزيلندا، حيث يُعرف 53.5% بأنهم أوروبيون، و28.2% آسيويون، و11.5% ماوريون، و15.5% باسيفيكا، و2.3% من الشرق الأوسط وأمريكا اللاتينية وإفريقيا. يعتبر البعض نيوزيلندا فريدة من نوعها بين الدول الغربية بسبب ارتفاع مستوياتها التزاوج العرقي، وفقاً لدراسة أجريت عام 2006، فإن الماوريين لديهم في المتوسط ما يقرب من 43% من أصل أوروبي، ومع ذلك؛ تعد فكرة كونهم من متعددي الأعراق غير شائعة.
تُعد كل من الإنجليزية والماورية ولغة الإشارة النيوزيلندية اللغات الرسمية في نيوزيلندا، وتغلب عليهم اللغة الإنجليزية. وخضعت لغة الماوري لعملية إحياء ليتحدث بها 4% من السكان. نيوزيلندا لديها معدل معرفة القراءة والكتابة للبالغين وصل إلى 99% من غجمالي السكان في سن التعليم؛ وأكثر من نصف السكان الذين تتراوح أعمارهم بين 15 و29 عاماً يحملون مؤهلاً جامعياً. من بين السكان البالغين 14.2% حاصلون على درجة البكالوريوس أو أعلى، و30.4% لديهم مؤهلات ثانوية كأعلى مؤهل لهم، و22.4% ليس لديهم مؤهل رسمي. وبالنسبة للأديان، ووفقاً لتعداد 2018، يُعرف 37% من السكان بأنهم مسيحيون، كما يظهر معتنقي كلا من الهندوسية والبوذية كأكبر الأقليات الدينية في البلاد، وما يقرب من نصف السكان (48.5%) لا دينيين.
الزراعة هي الحرفة الرئيسية في نيوزيلندا، ويبلغ دخول أو رواتب الأشخاص بمتوسط أسبوعي بلغ 848 دولار نيوزيلندي عام 2022.

## التسمية
في حين أن الاسم الذي يوصف به المواطن هو "نيوزيلندي"، ألا أن كلمة "كيوي" -غير الرسمية- تستخدم بشكل شائع على المستوى الدولي  ومن قبل السكان المحليين. والاسم يُنسب إلى طائر الكيوي، وهو الرمز الوطني لنيوزيلندا. عادةً ما تشير كلمة "باكيها (بالماورية: Pākehā)" المستعارة من لغة الماوري إلى النيوزيلنديين المنحدرين من أصل أوروبي، على الرغم من رفض البعض لهذه التسمية، ويستخدمها بعض الماوريين للإشارة إلى جميع النيوزيلنديين غير البولينيزيين. معظم الأشخاص الذين ولدوا في نيوزيلندا أو إحدى المناطق الخارجية للمملكة (توكيلاو، ومنطقة روس، وجزر كوك ونيوي) قبل عام 2006 هم مواطنون نيوزيلنديون. تنطبق شروط أخرى على من ولدوا من عام 2006 فصاعداً.
كان هناك نقاش عام حول استخدام مصطلح "نيوزيلندي" للتعريف بالمواطنين خلال الأشهر التي سبقت تعداد عام 2006. زاد عدد الأشخاص الذين يعترفون بهذا المصطلح من حوالي 80000 (2.4%) في عام 2001 إلى أقل بقليل من 430000 شخص (11.1%) في عام 2006. انخفض التجمع الأوروبي بشكل ملحوظ من 80.0% من السكان في عام 2001 إلى 67.6% في عام 2006. ومع ذلك، فإن هذا يتناسب بشكل كبير مع الزيادة الكبيرة في "النيوزيلنديين". انخفض عدد الأشخاص الذين يُعرفون بأنهم "نيوزيلنديون" إلى أقل من 66000 في عام 2013، وانخفض كذلك إلى حوالي 45300 في عام 2018.

## نمو السكان

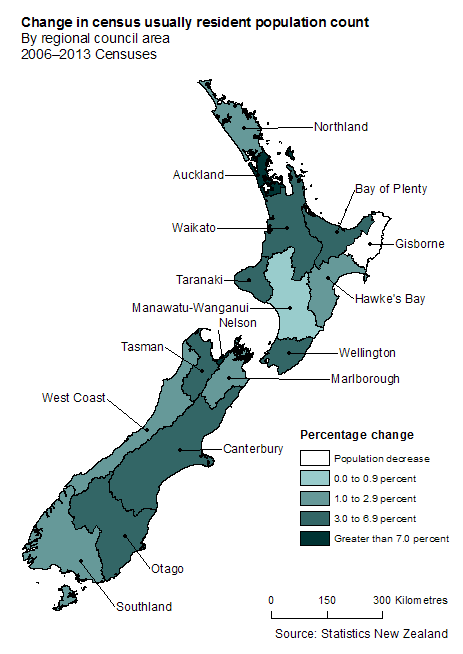
تغير عدد السكان حسب المنطقة في نيوزيلندا على أساس تعدادي 2006 و2013.

عَدَّد تعداد السكان لعام 2018 السكان المقيمين 4699755 نسمة، بزيادة قدرها 10.8% عن عدد السكان المسجل في تعداد 2013. اعتباراً من أبريل 2023، ارتفع إجمالي عدد السكان -تقديرياً- إلى 5162530 نسمة.
يتزايد عدد السكان بمعدل 1.4 إلى 2.0% سنوياً. وفي مايو 2020، ذكرت هيئة إحصاء نيوزيلندا أن عدد سكان نيوزيلندا قد ارتفع إلى أكثر من 5 ملايين شخص في مارس 2020. وفي سبتمبر 2020، تمت مراجعة هذا قبل ستة أشهر حتى سبتمبر 2019 عندما أعيدت تقديرات السكان إلى تعداد 2018.
سنة 2010؛ بلغ متوسط سن ولادة الطفل 30 ومعدل الخصوبة الكلي 2.1 مولود لكل امرأة. وفي مجتمعات الماوري، بلغ متوسط العمر 26 عاماً ومعدل الخصوبة 2.8. وكان معدل الوفيات المعياري للعمر 3.8 حالة وفاة لكل 1000 (انخفض من 4.8 عام 2000)، وكان معدل وفيات الرضع لمجموع السكان 5.1 حالة وفاة لكل 1000 ولادة حية. وبلغ متوسط العمر المتوقع لأطفال نيوزيلندا المولودين بين عاميّ 2014: 83.4 سنة للإناث و79.9 سنة للذكور،
```
ويُعد من 
أعلى المعدلات في العالم
. ومن المتوقع أن يرتفع متوسط العمر المتوقع عند الولادة من 80 عاماً إلى 85 عاماً عام 2050، ومن المتوقع أن ينخفض معدل وفيات الرضع.
[
25
]
 في عام 2050، يتوقع أن يرتفع متوسط العمر من 36 عاماً إلى 43 عاماً، وأن ترتفع النسبة المئوية للأشخاص -الذين يبلغون من العمر 60 عاماً فما فوق- من 18% إلى 29%.
[
معلومة 3
]
[
26
]
```

في بدايات الهجرة إلى نيوزيلندا، وتحديداً عام 1858؛ كان معدل الذكور أعلى من الإناث، حيث يقابل 131 ذكراً لكل 100 أنثى، ولكن بعد التغييرات في أنماط الهجرة، تفوق عدد الإناث على عدد الذكور عام 1971. واعتباراً من عام 2012، كان هناك 0.99 ذكراً لكل أنثى، مع تفوق عدد الذكور تحت سن 15 عاماً، وهيمنة عدد الإناث في نطاق 65 عاماً أو أكبر.

### الاحصاءات الحيوية

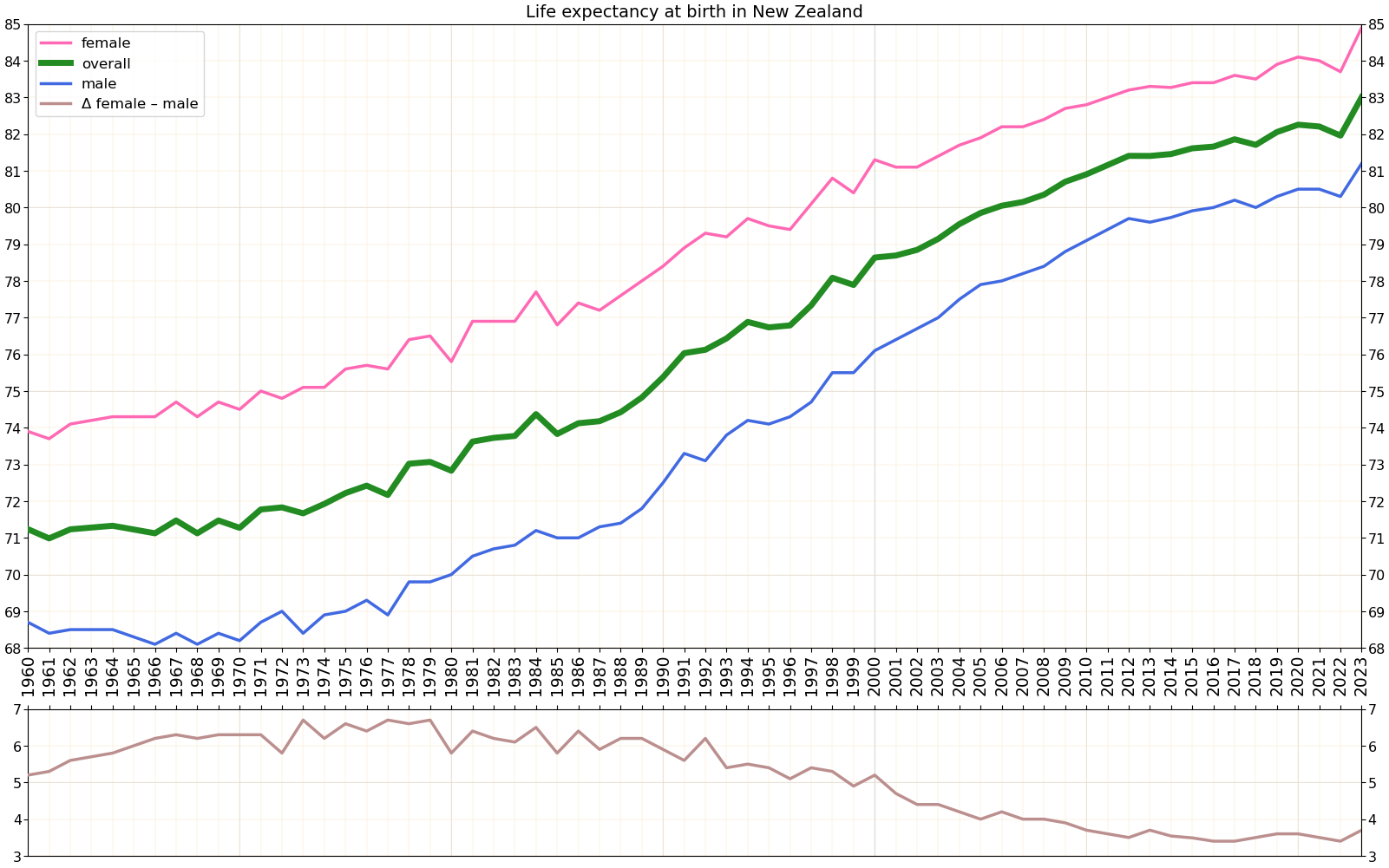
متوسط العمر المتوقع عند الولادة في نيوزيلندا.

| الإحصاءات الحيوية منذ عام 1921 | الإحصاءات الحيوية منذ عام 1921 | الإحصاءات الحيوية منذ عام 1921 | الإحصاءات الحيوية منذ عام 1921 | الإحصاءات الحيوية منذ عام 1921 | الإحصاءات الحيوية منذ عام 1921 | الإحصاءات الحيوية منذ عام 1921 | الإحصاءات الحيوية منذ عام 1921 | الإحصاءات الحيوية منذ عام 1921 |
|                                | السكان                         | ولادة حية                      | وفيات                          | التغيير الطبيعي                | معدل المواليد الخام (لكل 1000) | معدل الوفيات الخام (لكل 1000)  | التغيير الطبيعي (لكل 1000)     | معدل الخصوبة الكلي             |
| ------------------------------ | ------------------------------ | ------------------------------ | ------------------------------ | ------------------------------ | ------------------------------ | ------------------------------ | ------------------------------ | ------------------------------ |
| 1921                           |                                | 29,623                         | 11,474                         | 18,149                         |                                |                                |                                | 3.08                           |
| 1922                           |                                | 30,448                         | 11,874                         | 18,574                         |                                |                                |                                | 3.08                           |
| 1923                           |                                | 29,148                         | 12,239                         | 16,909                         |                                |                                |                                | 2.96                           |
| 1924                           |                                | 29,260                         | 11,540                         | 17,720                         |                                |                                |                                | 2.93                           |
| 1925                           |                                | 29,869                         | 11,844                         | 18,025                         |                                |                                |                                | 2.90                           |
| 1926                           |                                | 29,904                         | 12,517                         | 17,387                         |                                |                                |                                | 2.88                           |
| 1927                           | 1,429,700                      | 29,278                         | 12,600                         | 16,678                         | 20.3                           | 8.8                            | 11.6                           | 2.79                           |
| 1928                           | 1,450,400                      | 28,938                         | 12,860                         | 16,078                         | 19.8                           | 8.8                            | 11.0                           | 2.70                           |
| 1929                           | 1,467,400                      | 28,859                         | 13,220                         | 15,639                         | 19.5                           | 9.0                            | 10.6                           | 2.64                           |
| 1930                           | 1,486,100                      | 28,822                         | 13,145                         | 15,677                         | 19.3                           | 8.8                            | 10.5                           | 2.60                           |
| 1931                           | 1,506,800                      | 28,867                         | 13,062                         | 15,805                         | 19.1                           | 8.6                            | 10.4                           | 2.56                           |
| 1932                           | 1,522,800                      | 27,535                         | 12,875                         | 14,660                         | 18.0                           | 8.4                            | 9.6                            | 2.38                           |
| 1933                           | 1,534,700                      | 27,204                         | 12,862                         | 14,342                         | 17.7                           | 8.3                            | 9.3                            | 2.31                           |
| 1934                           | 1,547,100                      | 27,220                         | 13,810                         | 13,410                         | 17.5                           | 8.9                            | 8.6                            | 2.29                           |
| 1935                           | 1,558,400                      | 27,150                         | 13,664                         | 13,486                         | 17.4                           | 8.7                            | 8.6                            | 2.25                           |
| 1936                           | 1,569,700                      | 28,395                         | 14,658                         | 13,737                         | 18.0                           | 9.3                            | 8.7                            | 2.30                           |
| 1937                           | 1,584,600                      | 29,896                         | 15,215                         | 14,681                         | 18.8                           | 9.6                            | 9.2                            | 2.39                           |
| 1938                           | 1,601,800                      | 30,845                         | 16,874                         | 13,971                         | 19.2                           | 10.5                           | 8.7                            | 2.44                           |
| 1939                           | 1,618,300                      | 32,872                         | 15,933                         | 16,939                         | 20.2                           | 9.8                            | 10.4                           | 2.56                           |
| 1940                           | 1,641,600                      | 36,945                         | 15,875                         | 21,070                         | 22.6                           | 9.7                            | 12.9                           | 2.84                           |
| 1941                           | 1,633,600                      | 39,170                         | 17,047                         | 22,123                         | 24.0                           | 10.4                           | 13.6                           | 2.93                           |
| 1942                           | 1,631,200                      | 37,818                         | 18,117                         | 19,701                         | 23.1                           | 11.1                           | 12.1                           | 2.87                           |
| 1943                           | 1,636,400                      | 34,684                         | 17,122                         | 17,562                         | 21.2                           | 10.4                           | 10.7                           | 2.61                           |
| 1944                           | 1,642,000                      | 38,037                         | 17,049                         | 20,988                         | 22.9                           | 10.3                           | 12.7                           | 2.85                           |
| 1945                           | 1,676,300                      | 41,534                         | 17,686                         | 23,848                         | 24.4                           | 10.4                           | 14.0                           | 3.10                           |
| 1946                           | 1,727,800                      | 47,524                         | 17,720                         | 29,804                         | 27.1                           | 10.1                           | 17.0                           | 3.45                           |
| 1947                           | 1,781,200                      | 49,698                         | 17,442                         | 32,256                         | 27.6                           | 9.7                            | 17.9                           | 3.63                           |
| 1948                           | 1,817,500                      | 49,062                         | 17,285                         | 31,777                         | 26.7                           | 9.4                            | 17.3                           | 3.57                           |
| 1949                           | 1,853,900                      | 48,841                         | 17,578                         | 31,263                         | 26.1                           | 9.4                            | 16.7                           | 3.53                           |
| 1950                           | 1,892,100                      | 49,331                         | 18,084                         | 31,247                         | 25.8                           | 9.5                            | 16.4                           | 3.55                           |
| 1951                           | 1,927,700                      | 49,806                         | 18,836                         | 30,970                         | 25.6                           | 9.7                            | 15.9                           | 3.60                           |
| 1952                           | 1,970,500                      | 51,846                         | 18,896                         | 32,950                         | 26.0                           | 9.5                            | 16.5                           | 3.67                           |
| 1953                           | 2,024,600                      | 51,888                         | 18,354                         | 33,534                         | 25.3                           | 9.0                            | 16.4                           | 3.65                           |
| 1954                           | 2,074,700                      | 54,055                         | 18,876                         | 35,179                         | 25.8                           | 9.0                            | 16.8                           | 3.78                           |
| 1955                           | 2,118,400                      | 55,596                         | 19,225                         | 36,371                         | 26.0                           | 9.0                            | 17.0                           | 3.88                           |
| 1956                           | 2,164,800                      | 56,531                         | 19,696                         | 36,835                         | 25.8                           | 9.0                            | 16.8                           | 3.98                           |
| 1957                           | 2,209,200                      | 58,425                         | 20,862                         | 37,563                         | 26.1                           | 9.3                            | 16.8                           | 4.03                           |
| 1958                           | 2,262,800                      | 60,556                         | 20,301                         | 40,255                         | 26.5                           | 8.9                            | 17.6                           | 4.11                           |
| 1959                           | 2,316,000                      | 61,798                         | 21,128                         | 40,670                         | 26.4                           | 9.0                            | 17.4                           | 4.18                           |
| 1960                           | 2,359,700                      | 62,779                         | 20,892                         | 41,887                         | 26.4                           | 8.8                            | 17.6                           | 4.24                           |
| 1961                           | 2,403,600                      | 65,390                         | 21,782                         | 43,608                         | 26.9                           | 9.0                            | 17.9                           | 4.31                           |
| 1962                           | 2,461,300                      | 65,014                         | 22,081                         | 42,933                         | 26.1                           | 8.9                            | 17.3                           | 4.19                           |
| 1963                           | 2,515,800                      | 64,527                         | 22,416                         | 42,111                         | 25.4                           | 8.8                            | 16.6                           | 4.05                           |
| 1964                           | 2,566,900                      | 62,302                         | 22,861                         | 39,441                         | 24.0                           | 8.8                            | 15.2                           | 3.80                           |
| 1965                           | 2,617,000                      | 60,047                         | 22,976                         | 37,071                         | 22.7                           | 8.7                            | 14.0                           | 3.54                           |
| 1966                           | 2,663,800                      | 60,003                         | 23,778                         | 36,225                         | 22.3                           | 8.8                            | 13.5                           | 3.41                           |
| 1967                           | 2,711,300                      | 61,022                         | 23,007                         | 38,015                         | 22.4                           | 8.4                            | 13.9                           | 3.35                           |
| 1968                           | 2,745,000                      | 62,112                         | 24,464                         | 37,648                         | 22.5                           | 8.9                            | 13.6                           | 3.34                           |
| 1969                           | 2,773,000                      | 62,360                         | 24,161                         | 38,199                         | 22.4                           | 8.7                            | 13.7                           | 3.28                           |
| 1970                           | 2,804,000                      | 62,050                         | 24,840                         | 37,210                         | 21.9                           | 8.8                            | 13.2                           | 3.17                           |
| 1971                           | 2,852,100                      | 64,460                         | 24,309                         | 40,151                         | 22.4                           | 8.5                            | 14.0                           | 3.18                           |
| 1972                           | 2,898,500                      | 63,215                         | 24,801                         | 38,414                         | 21.6                           | 8.5                            | 13.1                           | 3.00                           |
| 1973                           | 2,959,700                      | 60,727                         | 25,312                         | 35,415                         | 20.3                           | 8.5                            | 11.8                           | 2.76                           |
| 1974                           | 3,024,900                      | 59,336                         | 25,261                         | 34,075                         | 19.4                           | 8.3                            | 11.1                           | 2.58                           |
| 1975                           | 3,091,900                      | 56,639                         | 25,114                         | 31,525                         | 18.2                           | 8.1                            | 10.1                           | 2.37                           |
| 1976                           | 3,143,700                      | 55,105                         | 25,457                         | 29,648                         | 17.5                           | 8.1                            | 9.4                            | 2.27                           |
| 1977                           | 3,163,400                      | 54,179                         | 25,961                         | 28,218                         | 17.1                           | 8.2                            | 8.9                            | 2.21                           |
| 1978                           | 3,166,400                      | 51,029                         | 24,669                         | 26,360                         | 16.1                           | 7.8                            | 8.3                            | 2.07                           |
| 1979                           | 3,165,200                      | 52,279                         | 25,340                         | 26,939                         | 16.5                           | 8.0                            | 8.5                            | 2.12                           |
| 1980                           | 3,163,900                      | 50,542                         | 26,676                         | 23,866                         | 15.9                           | 8.4                            | 7.5                            | 2.03                           |
| 1981                           | 3,176,400                      | 50,794                         | 25,150                         | 25,644                         | 15.9                           | 7.9                            | 8.1                            | 2.01                           |
| 1982                           | 3,194,500                      | 49,938                         | 25,532                         | 24,406                         | 15.6                           | 8.0                            | 7.6                            | 1.95                           |
| 1983                           | 3,226,800                      | 50,474                         | 25,991                         | 24,483                         | 15.6                           | 8.0                            | 7.5                            | 1.92                           |
| 1984                           | 3,264,800                      | 51,636                         | 25,378                         | 26,258                         | 15.7                           | 7.7                            | 8.0                            | 1.93                           |
| 1985                           | 3,293,000                      | 51,798                         | 27,480                         | 24,318                         | 15.7                           | 8.3                            | 7.4                            | 1.93                           |
| 1986                           | 3,303,100                      | 52,824                         | 27,045                         | 25,779                         | 16.0                           | 8.2                            | 7.8                            | 1.96                           |
| 1987                           | 3,313,500                      | 55,254                         | 27,419                         | 27,835                         | 16.6                           | 8.2                            | 8.4                            | 2.03                           |
| 1988                           | 3,342,100                      | 57,546                         | 27,408                         | 30,138                         | 17.2                           | 8.2                            | 9.0                            | 2.10                           |
| 1989                           | 3,345,200                      | 58,091                         | 27,042                         | 31,049                         | 17.3                           | 8.1                            | 9.2                            | 2.12                           |
| 1990                           | 3,369,800                      | 60,153                         | 26,531                         | 33,622                         | 17.7                           | 7.8                            | 9.9                            | 2.18                           |
| 1991                           | 3,410,400                      | 59,911                         | 26,389                         | 33,522                         | 17.3                           | 7.6                            | 9.7                            | 2.09                           |
| 1992                           | 3,516,000                      | 59,166                         | 27,115                         | 32,051                         | 16.7                           | 7.7                            | 9.1                            | 2.06                           |
| 1993                           | 3,552,200                      | 58,782                         | 27,100                         | 31,682                         | 16.4                           | 7.6                            | 8.9                            | 2.04                           |
| 1994                           | 3,597,900                      | 57,321                         | 26,953                         | 30,368                         | 15.8                           | 7.4                            | 8.4                            | 1.98                           |
| 1995                           | 3,648,200                      | 57,671                         | 27,813                         | 29,858                         | 15.7                           | 7.6                            | 8.1                            | 1.98                           |
| 1996                           | 3,706,700                      | 57,280                         | 28,255                         | 29,025                         | 15.3                           | 7.6                            | 7.8                            | 1.96                           |
| 1997                           | 3,762,300                      | 57,604                         | 27,471                         | 30,133                         | 15.2                           | 7.3                            | 8.0                            | 1.96                           |
| 1998                           | 3,802,600                      | 55,349                         | 26,206                         | 29,143                         | 14.5                           | 6.9                            | 7.6                            | 1.89                           |
| 1999                           | 3,829,200                      | 57,053                         | 28,122                         | 28,931                         | 14.9                           | 7.3                            | 7.5                            | 1.97                           |
| 2000                           | 3,851,200                      | 56,605                         | 26,660                         | 29,945                         | 14.7                           | 6.9                            | 7.8                            | 1.98                           |
| 2001                           | 3,886,700                      | 55,800                         | 27,825                         | 27,972                         | 14.36                          | 7.16                           | 7.20                           | 1.97                           |
| 2002                           | 3,951,200                      | 54,021                         | 28,065                         | 25,956                         | 13.67                          | 7.10                           | 6.57                           | 1.89                           |
| 2003                           | 4,027,700                      | 56,136                         | 28,011                         | 28,125                         | 13.94                          | 6.95                           | 6.99                           | 1.93                           |
| 2004                           | 4,088,700                      | 58,074                         | 28,419                         | 29,655                         | 14.20                          | 6.95                           | 7.25                           | 1.98                           |
| 2005                           | 4,136,000                      | 57,744                         | 27,033                         | 30,711                         | 13.96                          | 6.54                           | 7.42                           | 1.97                           |
| 2006                           | 4,185,300                      | 59,193                         | 28,245                         | 30,948                         | 14.14                          | 6.75                           | 7.39                           | 2.01                           |
| 2007                           | 4,226,200                      | 64,044                         | 28,521                         | 35,520                         | 15.15                          | 6.75                           | 8.40                           | 2.18                           |
| 2008                           | 4,262,000                      | 64,341                         | 29,187                         | 35,154                         | 15.10                          | 6.85                           | 8.25                           | 2.19                           |
| 2009                           | 4,304,900                      | 62,541                         | 28,965                         | 33,579                         | 14.53                          | 6.73                           | 7.80                           | 2.13                           |
| 2010                           | 4,353,000                      | 63,897                         | 28,437                         | 35,457                         | 14.68                          | 6.53                           | 8.15                           | 2.17                           |
| 2011                           | 4,386,300                      | 61,404                         | 30,081                         | 31,320                         | 14.00                          | 6.86                           | 7.14                           | 2.09                           |
| 2012                           | 4,410,700                      | 61,179                         | 30,099                         | 31,080                         | 13.87                          | 6.82                           | 7.05                           | 2.10                           |
| 2013                           | 4,446,700                      | 58,719                         | 29,568                         | 29,148                         | 13.20                          | 6.65                           | 6.55                           | 2.01                           |
| 2014                           | 4,521,000                      | 57,243                         | 31,062                         | 26,181                         | 12.68                          | 6.88                           | 5.80                           | 1.92                           |
| 2015                           | 4,614,000                      | 61,038                         | 31,608                         | 29,430                         | 13.27                          | 6.87                           | 6.40                           | 1.99                           |
| 2016                           | 4,716,000                      | 59,430                         | 31,179                         | 28,251                         | 12.65                          | 6.64                           | 6.01                           | 1.87                           |
| 2017                           | 4,814,000                      | 59,610                         | 33,339                         | 26,271                         | 12.43                          | 6.95                           | 5.48                           | 1.81                           |
| 2018                           | 4,900,000                      | 58,020                         | 33,222                         | 24,798                         | 11.76                          | 6.73                           | 5.03                           | 1.71                           |
| 2019                           | 4,991,000                      | 59,637                         | 34,260                         | 25,377                         | 12.13                          | 6.97                           | 5.16                           | 1.75                           |
| 2020                           | 5,073,000                      | 57,573                         | 32,613                         | 24,960                         | 11.33                          | 6.40                           | 4.93                           | 1.61                           |
| 2021                           | 5,127,000                      | 58,659                         | 34,932                         | 23,727                         | 11.44                          | 6.81                           | 4.63                           | 1.64                           |
| 2022                           | 5,152,000                      | 58,887                         | 38,574                         | 20,313                         | 11.43                          | 7.49                           | 3.94                           | 1.66                           |

| الإحصاءات الحيوية الحالية | الإحصاءات الحيوية الحالية | الإحصاءات الحيوية الحالية | الإحصاءات الحيوية الحالية |
| الفترة                    | ولادة حية                 | وفيّات                     | معدل الزيادة الطبيعية     |
| ------------------------- | ------------------------- | ------------------------- | ------------------------- |
| يناير - سبتمبر 2021       | 44,796                    | 26,349                    | +18,447                   |
| يناير - سبتمبر 2022       | 44,886                    | 29,472                    | +15,414                   |
| الفارق                    | ▲ +90 (+0.20%)            | +3,123 (+11.85%)          | ▼ -3,033                  |

### التركيب النوعي والعمري
| الفئة العمرية | ذكور      | إناث      | مجموع     | %     |
| ------------- | --------- | --------- | --------- | ----- |
| إجمالي        | 2 542 600 | 2 580 000 | 5 122 600 | 100   |
| 0–4           | 156 710   | 148 800   | 305 510   | 5.96  |
| 5–9           | 167 260   | 158 310   | 325 570   | 6.36  |
| 10–14         | 173 620   | 163 920   | 337 540   | 6.59  |
| 15–19         | 161 330   | 153 550   | 314 880   | 6.15  |
| 20–24         | 172 020   | 161 240   | 333 260   | 6.51  |
| 25–29         | 190 640   | 181 390   | 372 030   | 7.26  |
| 30–34         | 191 640   | 192 470   | 384 110   | 7.50  |
| 35–39         | 168 840   | 172 260   | 341 110   | 6.66  |
| 40–44         | 154 820   | 157 780   | 312 600   | 6.10  |
| 45–49         | 158 830   | 164 650   | 323 490   | 6.31  |
| 50–54         | 161 590   | 169 610   | 331 200   | 6.47  |
| 55–59         | 157 610   | 166 540   | 324 150   | 6.33  |
| 60–64         | 144 220   | 153 870   | 298 090   | 5.82  |
| 65-69         | 122 810   | 130 780   | 253 590   | 4.95  |
| 70-74         | 106 650   | 112 880   | 219 540   | 4.29  |
| 75-79         | 71 690    | 79 510    | 151 200   | 2.95  |
| 80-84         | 46 770    | 56 990    | 103 760   | 2.03  |
| 85-89         | 23 540    | 32 880    | 56 420    | 1.10  |
| 90+           | 12 010    | 22 570    | 34 580    | 0.68  |
| الفئة العمرية | ذكور      | إناث      | مجموع     | %     |
| 0–14          | 497 590   | 471 030   | 968 620   | 18.91 |
| 15–64         | 1 661 540 | 1 673 360 | 3 334 900 | 65.10 |
| 65+           | 383 470   | 435 610   | 819 080   | 15.99 |

الهرم السكاني لنيوزيلندا بين عامي 1950 و2020

الهيكل العمري لنيوزيلندا يزداد في العمر بشكل واضح، بسبب التحول الديموغرافي من الهيكل العمري "ما قبل الصناعي" إلى الهيكل العمري "ما بعد الصناعي"، فإن الدولة لديها معدل خصوبة دون الإحلال مما يؤدي بالتالي إلى زيادة عدد السكان الأكبر سناً ووجود هرم سكاني أكثر توازناً.
انخفض متوسط عمر المواطن من 25.8 سنة عام 1965 إلى 38 عام 2020، ومن المتوقع أن يرتفع إلى 43.7 عاماً عام 2050. من المتوقع أيضاً أن يرتفع عدد السكان الذين يبلغون من العمر 90 عاماً بشكل كبير. في ثلاثينيات القرن العشرين، كان هناك ما يقرب من 1000 شخص فقط يبلغ من العمر 90 عاماً، وفي عام 2016 ارتفع العدد إلى 29000 شخصاً، وفي عام 2030 من المتوقع أن يتجاوز 50000 شخصاً، وبحلول عام 2060 يتوقع أن يرتفع فوق 180000 شخص.

## الكثافة السكانية

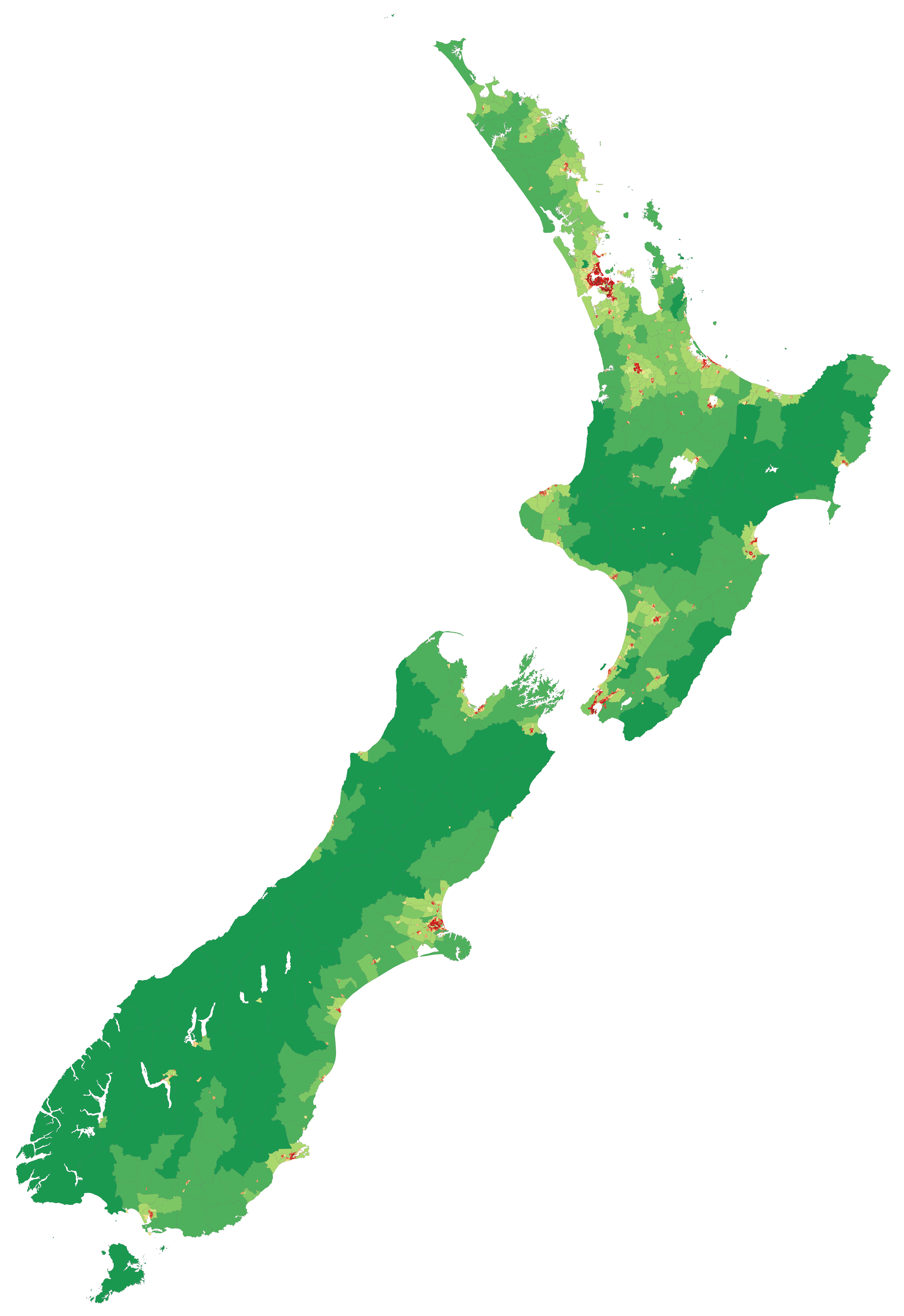
الكثافة السكانية (2018):

كثافة السكان في نيوزيلندا منخفضة نسبياً، إذ تبلغ 19.1 نسمة لكل كيلومتر مربع (49.5 نسمة لكل ميل مربع)؛ بحسب تقديرات  يونيو 2022. وتعيش الغالبية العظمى من السكان في الجزر الشمالية والجنوبية الرئيسية، مع الجزر الأصغر المأهولة في نيوزيلندا وهي جزيرة واهيكي [الإنجليزية] (9390 نسمة) وجزر تشاتام وبيت (800 نسمة) وجزيرة ستيوارت (381 نسمة). ويعيش أكثر من ثلاثة أرباع السكان في الجزيرة الشمالية بنسبة 76.5%، ويعيش ثلث إجمالي السكان في إقليم أوكلاند. يعيش معظم الماوري في الجزيرة الشمالية بنسبة 86.0%، على الرغم من أن أقل من ربعهم (23.8%) يعيشون في أوكلاند.
نيوزيلندا بلد يغلب عليه الطابع الحضري، حيث يعيش 83.6% من السكان في المدن والمناطق الحضرية. يعيش حوالي 64.4% من السكان في 20 منطقة حضرية رئيسية (يبلغ عدد سكانها 30000 أو يزيد)، ويعيش 43.1% في أكبر أربع مدن: أوكلاند وكريستشيرش وويلنغتون وهاميلتون.
يعيش ما يقرب من 14% من السكان في أربع فئات مختلفة من المناطق الريفية على النحو المحدد في إحصائيات نيوزيلندا. ويعيش حوالي 18% من سكان الريف في مناطق ذات تأثير حضري مرتفع (حوالي 12.9 نسمة لكل كيلومتر مربع)، ويعمل الكثير منهم في المناطق الحضرية الرئيسية. تبلغ الكثافة السكانية في المناطق الريفية ذات التأثير الحضري المعتدل حوالي 6.5 نسمة لكل كيلومتر مربع، تمثل 26% من سكان الريف. المناطق ذات التأثير الحضري المنخفض -حيث يعمل غالبية السكان في المناطق الريفية- تضم حوالي 42% من سكان الريف. وتبلغ الكثافة السكانية في المناطق الريفية النائية أقل من شخص واحد لكل كيلومتر مربع، أي حوالي 14% من سكان الريف.
قبل إصلاحات الحكومة المحلية في أواخر الثمانينيات من القرن العشرين؛ كان من الممكن إعلان أي منطقة تجمع سكاني بلغ عدد سكانه أكثر من 20000 نسمة كمدينة لها بلدية (مجلس مدينة) مستقلة. وفي عام 1989، تم دمج جميع المجالس في المجالس الإقليمية (المستوى الأعلى) والسلطات الإقليمية (المستوى الثاني) والتي تغطي مساحة وسكان أوسع بكثير من مجالس المدن القديمة. وفي الوقت الحاضر، يُمكن بالاعتراف بأي مجمع سكني كمدينة؛ بشرط ألا يقل عدد سكانه عن 50000 نسمة.

## الهجرة
| البلد                | العدد     | %     |
| -------------------- | --------- | ----- |
| نيوزيلندا            | 3,370,122 | 72.60 |
| إنجلترا              | 210,915   | 4.54  |
| الصين (البر الرئيسي) | 132,906   | 2.86  |
| الهند                | 117,348   | 2.53  |
| أستراليا             | 75,696    | 1.63  |
| جنوب إفريقيا         | 71,382    | 1.54  |
| الفلبين              | 69,036    | 1.46  |
| فيجي                 | 62,310    | 1.34  |
| ساموا                | 55,512    | 1.20  |
| كوريا الجنوبية       | 30,975    | 0.67  |
| الولايات المتحدة     | 27,678    | 0.60  |
| تونغا                | 26,856    | 0.58  |
| اسكتلندا             | 26,136    | 0.56  |
| ماليزيا              | 19,860    | 0.43  |
| هولندا               | 19,329    | 0.42  |
| ألمانيا              | 16,605    | 0.36  |
| المملكة المتحدة      | 14,601    | 0.31  |
| سريلانكا             | 14,349    | 0.31  |
| اليابان              | 13,107    | 0.28  |
| كندا                 | 11,928    | 0.26  |
| جزر كوك              | 11,925    | 0.26  |
| هونغ كونغ            | 10,992    | 0.24  |
| جمهورية أيرلندا      | 10,494    | 0.23  |
| تايوان               | 10,440    | 0.22  |
| تايلاند              | 10,251    | 0.22  |
| بلدان أخرى           | 202,548   | 4.36  |
|                      |           |       |

كان البولينيزيون الشرقيون أول من وصلوا إلى نيوزيلندا حوالي سنة 1280، تبعهم المستكشفون الأوروبيون الأوائل، ومن أشهرهم جيمس كوك في عام 1769؛ والذي أعاد اكتشاف نيوزيلندا ثلاث مرات ورسم خريطة سواحلها. بعد معاهدة وايتانجي عام 1840؛ عندما أصبحت البلاد مستعمرة بريطانية، كان أغلب المهاجرين وافدين من بريطانيا وأيرلندا وأستراليا، وبسبب السياسات التقييدية، تم وضع قيود على المهاجرين غير الأوروبيين. خلال فترة حمى الذهب (في الفترة بين 1858 و1880)؛ جاء عدد كبير من الشباب من كاليفورنيا وفيكتوريا إلى حقول الذهب في نيوزيلندا. باستثناء البريطانيين؛ كان هناك أيرلنديون وألمان وإسكندنافيون وطليان والعديد من الصينيين. تم إرسال الصينيين دعوات خاصة من غرفة التجارة في أوتاجو عام 1866. وبحلول عام 1873 شكلّوا نحو 40% من الحفارين في أوتاجو و25% من الحفارين في ويستلاند. ومنذ عام 1900، زادت معدلات الهجرة الوافدة من أوروبا، خاصةً من الهولنديين ووالدلماسيين  والطليان؛ بجانب الهجرة الأوروبية غير المباشرة عبر أستراليا وأمريكا الشمالية وأمريكا الجنوبية وجنوب إفريقيا. وبعد الحرب العالمية الثانية، خُففت قيود سياسات الهجرة، وزاد التنوّع العرقي للمهاجرين. بين عاميّ 2008 و2009، حددت دائرة الهجرة النيوزيلندية هدفاً لاستقبال 45000 مهاجراً (بالإضافة إلى 5000 مهاجر مُحتمل).
في تعداد 2018، تم إحصاء ما نسبته 27.4% من السكان ولدوا خارج نيوزيلندا، زيادة عن النسبة السابقة التي بلغت 25.2% عام 2013. في عام 2018، أكثر من نصف سكان نيوزيلندا المولودين في الخارج (50.7%) يعيشون في إقليم أوكلاند، بالإضافة إلى 70% من السكان مولودين في جزر المحيط الهادئ، و61.5% من سكانها مولودين في آسيا، و52% من سكانها مولودين في الشرق الأوسط وأفريقيا. وفي أواخر العقد الأول من القرن الحادي والعشرين، تفوقت آسيا على الجزر البريطانية باعتبار الأولى أكبر مصدر للمهاجرين إلى نيوزيلندا. وفي عام 2013، وُلد حوالي 32% من المقيمين النيوزيلنديين المولودين في الخارج في آسيا (خاصةً من الصين والهند والفلبين وكوريا الجنوبية)، مقارنة بنسبة 26% المولودين في المملكة المتحدة وأيرلندا. وقد زاد عدد الطلاب الدوليين الذين يدفعون الرسوم بشكل سريع في أواخر التسعينيات، مع أكثر من 20000 طالباً يدرسون في مؤسسات التعليم العالي العامة عام 2002.
لكي يكون الشخص مؤهلاً لدخول نيوزيلندا بصفته مهاجراً بموجب خطة الهجرة الماهرة، يتم تقييم المتقدمين من قبل طبيب معتمد من أجل إثبات الصحة الجيدة، وتقديم شهادة من الشرطة لإثبات حسن الخلق والتحدث باللغة الإنجليزية بشكل كافٍ لتسهيل الحياة اليومية. كما يجب تسجيل المهاجرين الذين يعملون في بعض المهن (الصحة بشكل أساسي) لدى الهيئة المهنية المناسبة قبل أن يتمكنوا من العمل في منطقة الإقامة. ثم يتم تقييم المهاجرين المهرة من قبل دائرة الهجرة النيوزيلندية، ويتم إصدار تأشيرة إقامة للمتقدمين المقبولين، في حين يتم إصدار تأشيرة إقامة لمن لديهم إمكانات عمل. بموجب العمل على إجراءات الإقامة، يُمنح المتقدمون تصريح عمل مؤقتاً لمدة عامين، ثم يصبحون مؤهلين للتقدم بطلب للحصول على الإقامة. ويُمكن للمتقدمين الذين لديهم عرض عمل من رب عمل نيوزيلندي معتمد أو موهبة ثقافية أو رياضية، ويبحثون عن عمل -حيث يوجد نقص في المهارات على المدى الطويل أو لإنشاء شركة- التقدم للحصول على عمل للإقامة.
بينما يعيش معظم النيوزيلنديين في نيوزيلندا، يوجد عدد كبير من المغتربين في الخارج. ويقدر عددهم -اعتباراً من العام 2001- بأكثر من 460000 نيوزيلندي أو 14% من الإجمالي للمولودين في نيوزيلندا. من بين هؤلاء، يعيش 360000 شخص -أي أكثر من ثلاثة أرباع السكان المولودين في نيوزيلندا والمقيمين خارج نيوزيلندا- في أستراليا. وتتركز أغلب مجتمعات النيوزيلنديين في الخارج في البلدان الأخرى الناطقة باللغة الإنجليزية، وتحديداً المملكة المتحدة والولايات المتحدة وكندا، مع وجود أعداد أقل في أماكن أخرى. وما يقرب من ربع العمال ذوي المهارات العالية في نيوزيلندا يعيشون في الخارج، ومعظمهم في أستراليا وبريطانيا. ومع ذلك، فقد هاجر مؤخراً العديد من المهنيين المتعلمين من أوروبا والدول الأقل تقدماً إلى نيوزيلندا. المسار المشترك للنيوزيلنديين للانتقال إلى المملكة المتحدة هو من خلال عرض العمل عبر تأشيرة المستوى 2 (العامة)، والتي تمنح إقامة أوليّة لمدة 3 سنوات في الدولة، يمكن تمديدها لاحقاً بثلاث سنوات أخرى. وبعد 5 سنوات يمكن للشخص التقدم للحصول على الإقامة الدائمة. أيضاً تعد تأشيرة العمل خيار شائع آخر للهجرة والإقامة بالمملكة المتحدة، والمعروفة أيضاً باسم "خطة تنقل الشباب" (YMS)، والتي تمنح النيوزيلنديين حقوقاً لمدة عامين للعيش والعمل في المملكة المتحدة.

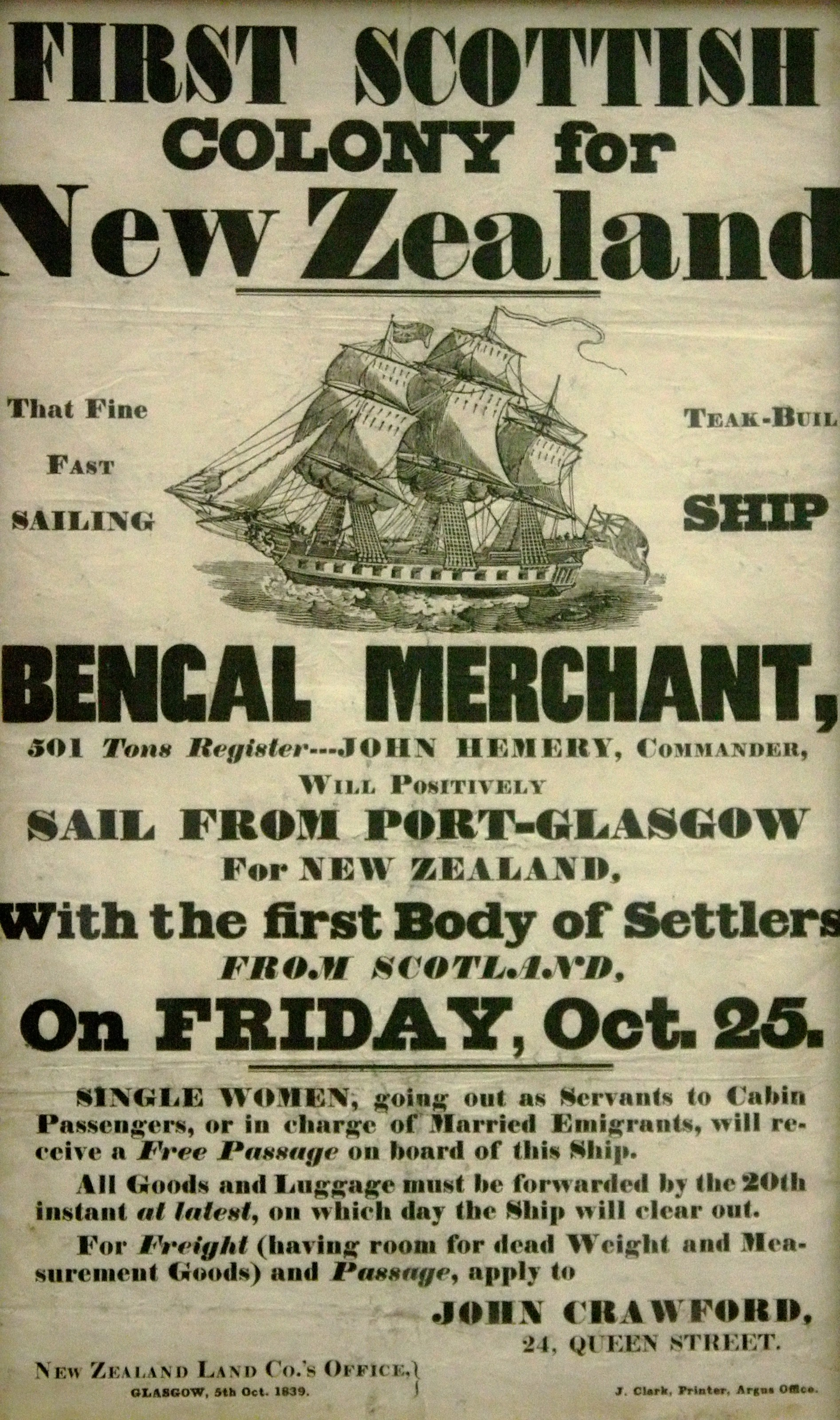
ملصق إعلاني للهجرة من اسكتلندا إلى نيوزيلندا عام 1839، يحمل عنوان: "أول مستعمرة اسكتلندية في نيوزيلندا".
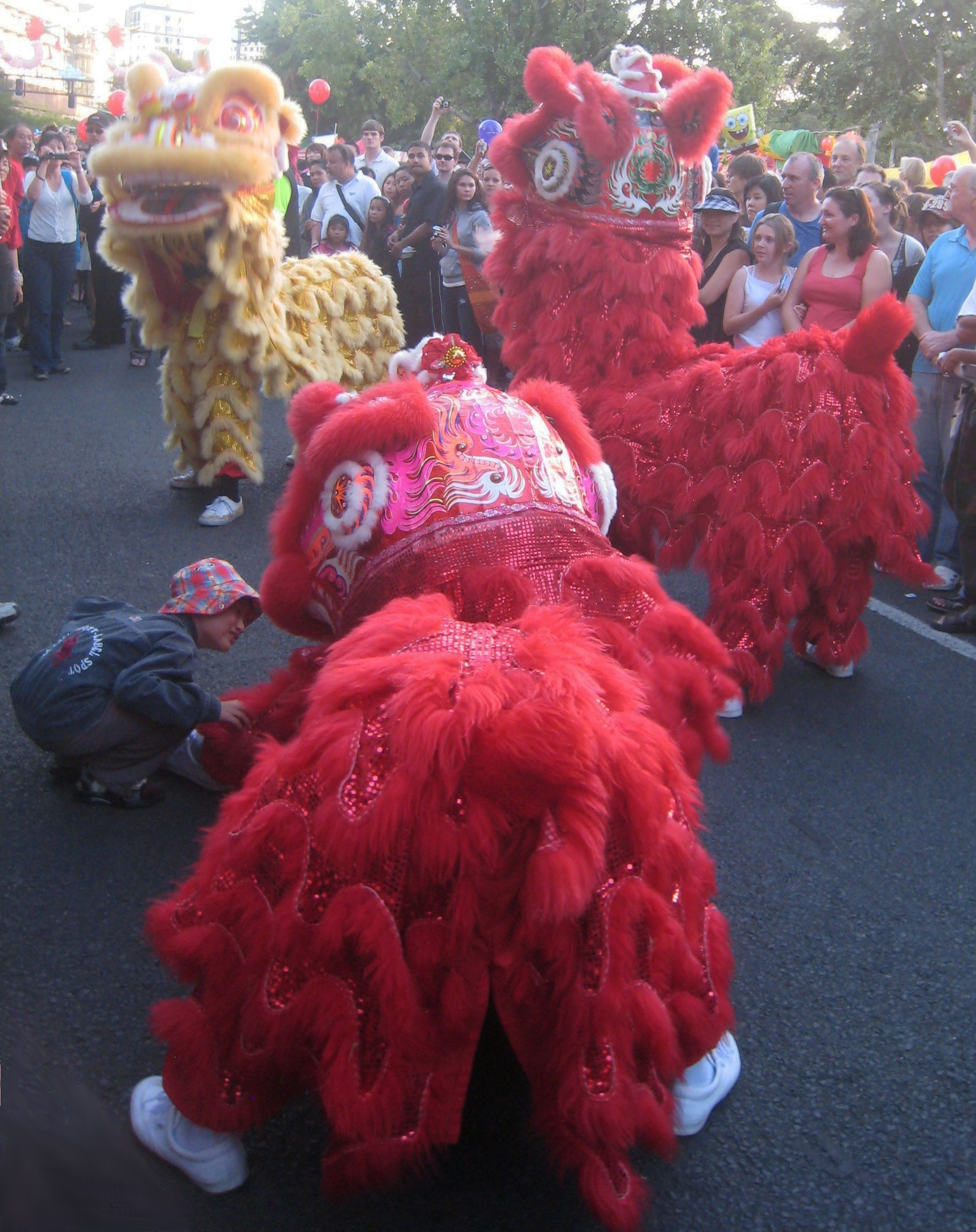
المجموعات العرقية الآسيوية هي الأسرع نمواً في نيوزيلندا (الصورة لراقصو الأسود يؤدون عرضاً في مهرجان أوكلاند للمصابيح).
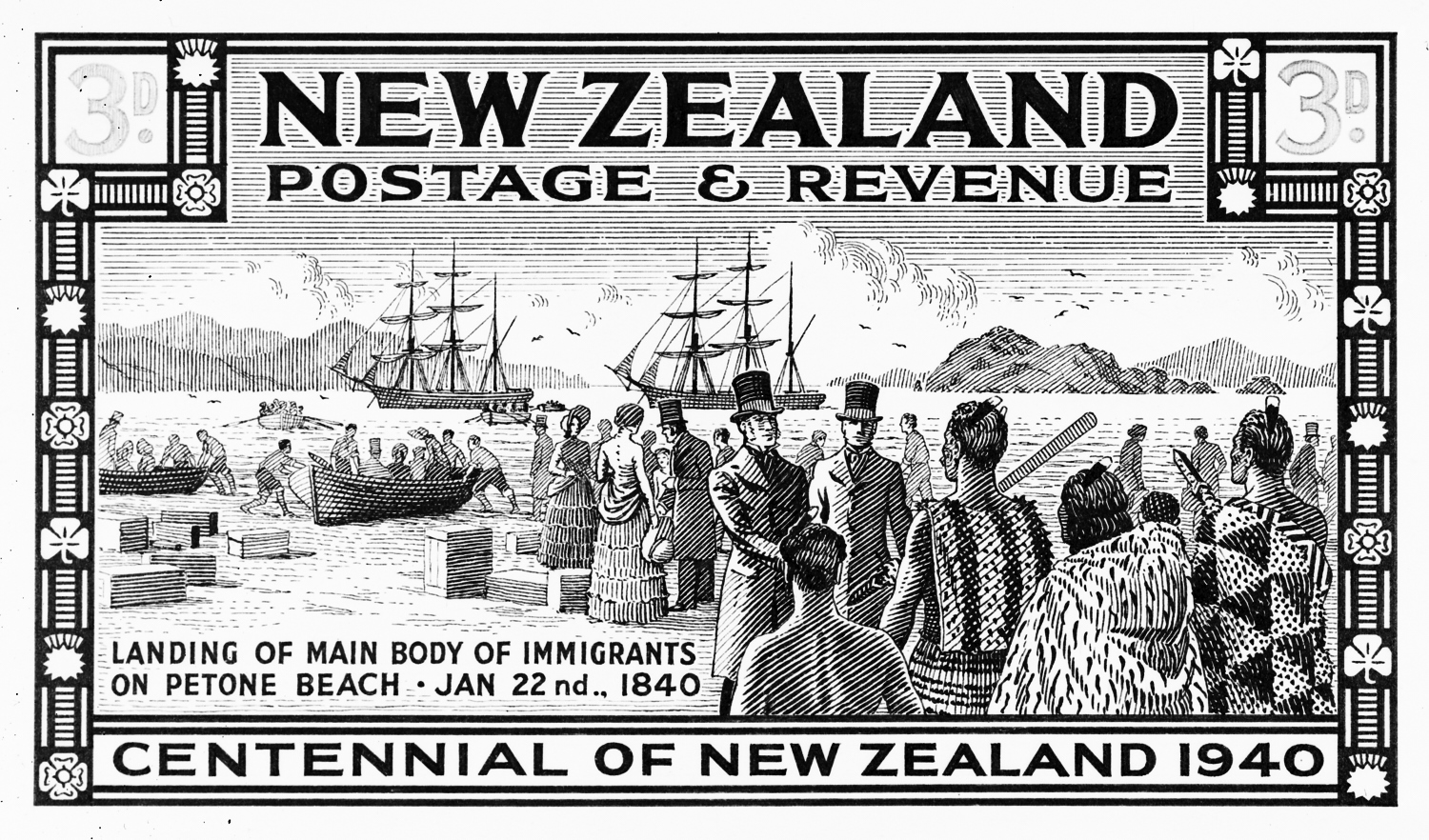
وصول المستوطنين الأوائل إلى ميناء ويلينغتون [الإنجليزية].

## التركيب العرقي

المجموعات العرقية (2013).
أوروبيون
ماوريون
آسيويون
باسيفيكا
آخرون
أعراق مختلطة (باستثناء الأوربيون الماوريون)

نيوزيلندا مجتمع متعدد الأعراق، وموطن لأناس من أصول وطنية مختلفة نتيجة الهجرة المستمر إليها من بقاع العالم المختلفة. وفي الأصل، تكوّن سكان نيوزيلندا فقط من شعب الماوري الذين وفدوا إليها في القرن الثالث عشر، ووكنتيجة لاكتشاف الأوروبيين لنيوزيلندا، أصبحت موطناً للعرقيات الأوروبية المختلفة نتيجة الهجرة، مما جعلهم الإغلبية للعرقيات المنحدة من أصل أوروبي. في القرن التاسع عشر ، جلب المستوطنون الأوروبيون أمراضاً لم يكن للماوريين مناعة ضدها. وبحلول تسعينيات القرن التاسع عشر، كان عدد سكان الماوري حوالي 40% من حجمهم قبل الاتصال مع الأوروبيين. وقد زاد عدد سكان الماوريين خلال القرن العشرين، وعلى الرغم من ذلك لا يزالون أقلية. سجل تعداد سكان نيوزيلندا لعام 1961: 92% من الأوروبيين و7% فقط من الماوريين، مع تقاسم الأقليات الآسيوية والباسيفيكا نسبة 1% المتبقية.
في آخر تعداد سكاني عام 2018، تم تحديد 70.2% من السكان على أنهم أوروبيون، و16.5% ماوريون، و15.1% من الآسيويين، و8.1% من شعوب المحيط الهادي (باسيفيكا)، و1.2% من الشرق الأوسط وأمريكا اللاتينية وأفريقيا. معظم النيوزيلنديين هم من الإنجليز، والاسكتلنديين، والأيرلنديين، مع نسب أصغر من أصول أوروبية أخرى، مثل الهولنديين، والدلماسيين، والفرنسيين، والألمان، والإسكندنافيين. وكانت أوكلاند تُعد الإقليم الأكثر تنوعاُ عرقياً؛ حيث تم تحديد 53.5% من سكانها على أنهم أوروبيون، و28.2% آسيويون، و11.5% ماوريون، و15.5% من شعوب المحيط الهادي، و 1.1% من الشرق الأوسط وأمريكا اللاتينية وأفريقيا. ووفقاً لعالم الاجتماع بجامعة ماسي "بول سبونلي"، كان التزاوج العرقي شائعاً جداً في نيوزيلندا منذ الاستعمار البريطاني. على عكس الولايات المتحدة، لم تحظر نيوزيلندا الزواج بين الأعراق؛ بل تم تشجيعهم تاريخياً من قبل كثيرين. في عام 2015، كان أكثر من نصف السكان الماوريين (حوالي 53.5%)، وحوالي أربعة من كل 10 أشخاص، أو 37.2% من الباسيفيكا؛ ينتمون إلى مجموعتين عرقيتين أو أكثر. بالمعدلات الحالية للنمو السكاني، سوف يفوق عدد الآسيويين والباسيفيكا والماوري عدد الأوروبيين في أوكلاند خلال العقد المقبل.
زادت جميع المجموعات العرقية الرئيسية في البلاد باستثناء الأوروبيين مقارنةً بإحصاء 2013، حيث تم تحديد 74% من السكان على أنهم أوروبيون، و14.6% من الماوريون، و11.8% من الآسيويين، و7.4% تعود أصولهم لشعوب جزر المحيط الهادي (الباسيفيكا). وقد أدت الهجرة المتزايدة من آسيا والمحيط الهادئ؛ وارتفاع معدلات الخصوبة بين الماوري والباسيفيكا؛ إلى نمو السكان من الأصليين من الماوري وذوي العرقيات الآسيوية والباسيفيكا بمعدل أعلى من أولئك المنحدرين من أصل أوروبي. علاوة على ذلك، فإن المجموعات العرقية غير الأوروبية تشكل نسبة أكبر في فئة الشباب، في حين أن المجموعات العرقية الأوروبية تشكل نسبة كبيرة في فئة كبار السن؛ بسبب اتجاهات الهجرة التاريخية؛ وانخفاض متوسط العمر المتوقع في مجموعات الماوري والباسيفيكا العرقية. على سبيل المثال في عام 2013، كان السكان الذين تقل أعمارهم عن 15 عاماً نسبتهم 67% من الأوروبيين، و27% من الماوري، و14% من شعوب المحيط الهادي، و16% من آسيا، و2% من الشرق الأوسط وشمال إفريقيا. بينما كان السكان الذين يبلغون من العمر 65 عاماً فما فوق يتألفون من 86% من الأوروبيين، و7% من الماوري، و6% آسيويون، و3% أصولهم من جزر المحيط الهادئ.
لم تصدر هيئة إحصاء نيوزيلندا التعدادات الإحصائية الرسمية للماوري إيوي [الإنجليزية] (اتحاد القبائل) منذ تعداد 2018؛ بسبب انخفاض معدل الاستجابة للتعداد الأخير. كما تم تسجيله مؤخراً في تعداد 2013، فإن أكبر مجتمع من الإيوي هم نجابوهي [الإنجليزية] بتعداد بلغ 125601 نسمة (ما يعادل 18.8% من السكان المنحدرين من أصل ماوري). وبين عامي 2006 و2013، زاد عدد الأشخاص المنحدرين من أصل ماوري الذين ذكروا أنهم من النجابوهي مع الإيوي بمقدار 3390 نسمة (حوالي 2.8%). وكان ثاني أكبر مجتمع نجاتي بورو، حيث بلغ عددهم 71049 نسمة (بانخفاض 1.2% عن عام 2006). وكان نجاي تاهو [الإنجليزية] هم الأكبر في الجزيرة الجنوبية وثالث أكبر مجتمع من حيث الإجمالي، حيث بلغ عددهم 54819 نسمة (بزيادة قدرها 11.4% عن عام 2006). وما مجموعه 110928 نسمة (أو 18.5%) من أصل ماوري لم يعرفوا انفسهم أنهم من الإيوي (زيادة بنسبة 8.4% مقارنة بعام 2006). وقد هاجرت مجموعة من الماوريين إلى ريكوهو (بالماورية: Rēkohu)، والمعروفة الآن باسم جزر تشاتام، حيث طوروا ثقافتهم الموريورية المميزة. ولكن قُضي على على سكان موريوري، بسبب الأمراض التي جلبها الأوربيون من صائدو الفقمة وصائدو الحيتان أولاً، وثانياً بسبب تاراناكي ضمن حرب تاراناكي الثانية، حيث نجا منها 101 شخصاً فقط عام 1862، وتوفي آخر موريوري معروفاً عام 1933. وارتفع عدد الأشخاص الذين تم تحديدهم على أنهم منحدرون من الموريوريون من 105 شخص عام 1991 إلى 945 شخصاً عام 2006، لكن انخفض العدد مرة أخرى إلى 738 في عام 2013.
| الأصل العِرقي                             | تعداد 2001 | تعداد 2001 | تعداد 2006 | تعداد 2006 | تعداد 2013 | تعداد 2013 | تعداد 2018 | تعداد 2018 |
| الأصل العِرقي                             | نسمة       | %          | نسمة       | %          | نسمة       | %          | نسمة       | %          |
| ---------------------------------------- | ---------- | ---------- | ---------- | ---------- | ---------- | ---------- | ---------- | ---------- |
| أوروبيون                                 | 2,871,432  | 80.1       | 2,609,589  | 67.6       | 2,969,391  | 74.0       | 3,297,864  | 70.2       |
| أوروبيون نيوزيلنديون                     | 2,696,724  | 75.2       | 2,381,076  | 61.7       | 2,727,009  | 68.0       | 3,013,440  | 64.1       |
| بريطانيون وأيرلنديون                     |            |            | 100,668    | 2.6        | 105,765    | 2.6        | 121,986    | 2.6        |
| أوربيي جنوب إفريقيا                      | 14,913     | 0.4        | 21,609     | 0.6        | 28,656     | 0.7        | 37,155     | 0.8        |
| أوروبيون (غير محدد)                      | 23,598     | 0.7        | 21,855     | 0.6        | 26,472     | 0.7        | 34,632     | 0.7        |
| هولنديون                                 | 27,507     | 0.8        | 28,644     | 0.7        | 28,503     | 0.7        | 29,820     | 0.6        |
| أستراليون                                | 20,784     | 0.6        | 26,355     | 0.7        | 22,467     | 0.6        | 29,349     | 0.6        |
| ماوريون                                  | 526,281    | 14.7       | 565,329    | 14.6       | 598,605    | 14.9       | 775,836    | 16.5       |
| آسيويون                                  | 238,179    | 6.6        | 354,552    | 9.2        | 471,708    | 11.8       | 707,598    | 15.1       |
| صينيون                                   | 100,680    | 2.8        | 139,731    | 3.6        | 163,101    | 4.1        | 247,770    | 5.3        |
| هنود                                     | 60,213     | 1.7        | 97,443     | 2.5        | 143,520    | 3.6        | 239,193    | 5.1        |
| جنوب شرق آسيويون                         |            |            | 43,962     | 1.1        | 77,733     | 1.9        | 124,932    | 2.7        |
| آسيويون آخرون                            |            |            | 59,739     | 1.5        | 68,004     | 1.7        | 90,627     | 1.9        |
| شعوب المحيط الهادي (باسيفيكا)            | 231,798    | 6.5        | 265,974    | 6.9        | 295,941    | 7.4        | 381,642    | 8.1        |
| ساموانيون                                | 115,017    | 3.2        | 131,103    | 3.4        | 144,138    | 3.6        | 182,721    | 3.9        |
| تونغيون                                  | 40,716     | 1.1        | 50,481     | 1.3        | 60,333     | 1.5        | 82,389     | 1.8        |
| ماوريو جزر كوك                           | 51,486     | 1.4        | 56,895     | 1.5        | 61,077     | 1.5        | 80,532     | 1.7        |
| نييويون                                  | 20,148     | 0.6        | 22,476     | 0.6        | 23,883     | 0.6        | 30,867     | 0.7        |
| شرق أوسطيون / أمريكيون لاتينيون / أفارقة | 24,084     | 0.7        | 34,743     | 0.9        | 46,953     | 1.2        | 70,332     | 1.5        |
| آخرون                                    | 801        | <0.1       | 430,881    | 11.2       | 67,752     | 1.7        | 58,053     | 1.2        |
| نيوزيلنديون                              | —          | —          | 429,429    | 11.1       | 65,973     | 1.6        | 45,330     | 1.0        |
| الإجمالي العام                           | 3,586,644  |            | 3,860,163  |            | 4,011,399  |            | 4,699,755  |            |
| لم يتم تضمينه                            | 150,702    | 4.0        | 167,784    | 4.2        | 230,646    | 5.4        |            |            |

تُظهر الخرائط أدناه (مأخوذة من بيانات التعداد السكاني لعام 2013 ) النسب المئوية للأشخاص في كل منطقة تعداد؛ ممن يعرّفون أنفسهم على أنهم أوروبيون أو ماوريون أو آسيويون أو أصولهم تعود لشعوب جزر المحيط الهادي (باسيفيكا)، على النحو المحدد في إحصائيات نيوزيلندا). نظراً لأن الأشخاص يمكن أن يعرّفوا أنفسهم بمجموعات متعددة، فإن النسب المئوية ليست تراكمية.

الأوروبيون من عام 2006 إلى عام 2018
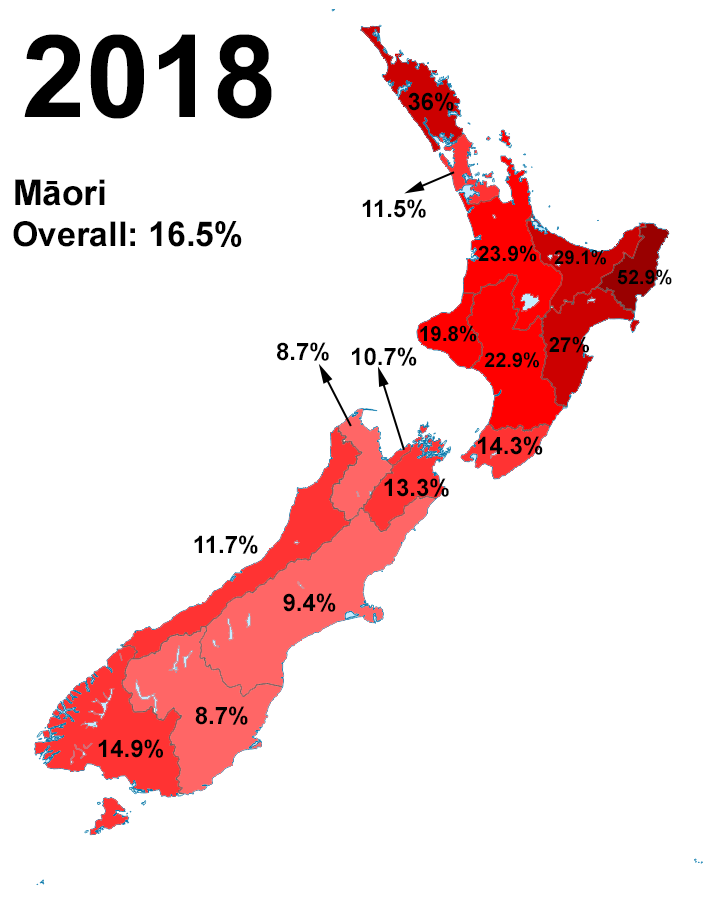
الماوريون في عام 2018
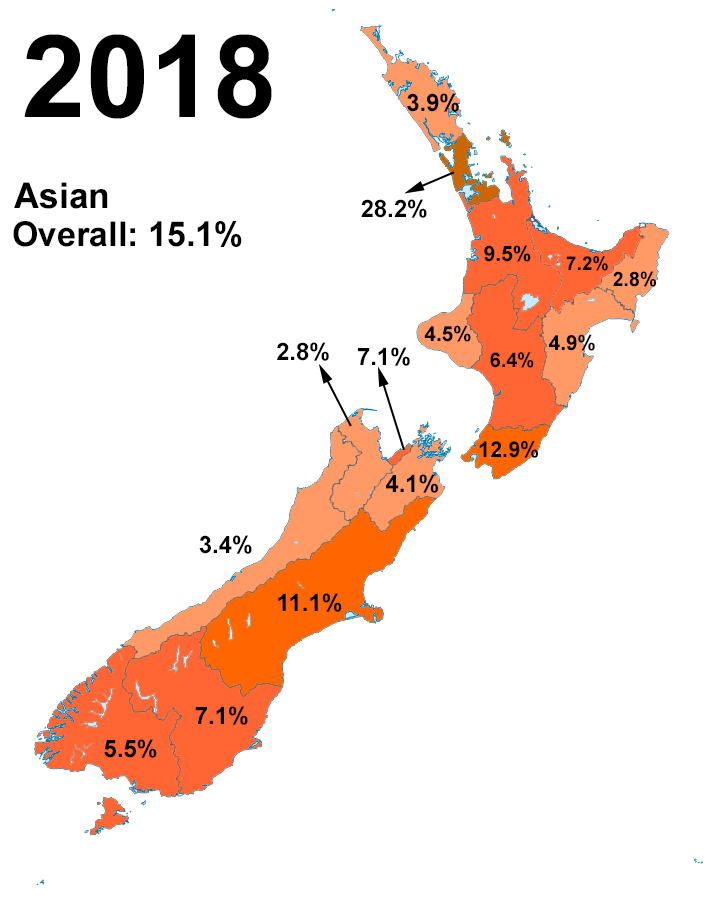
الآسيويون عام 2018
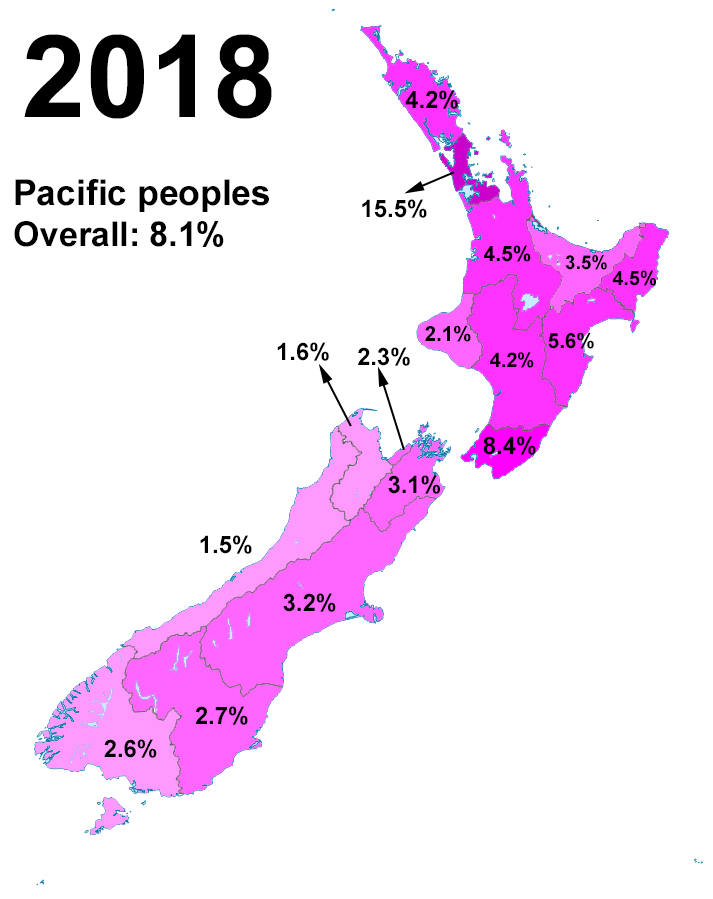
الباسيفيكا عام 2018

## اللغة

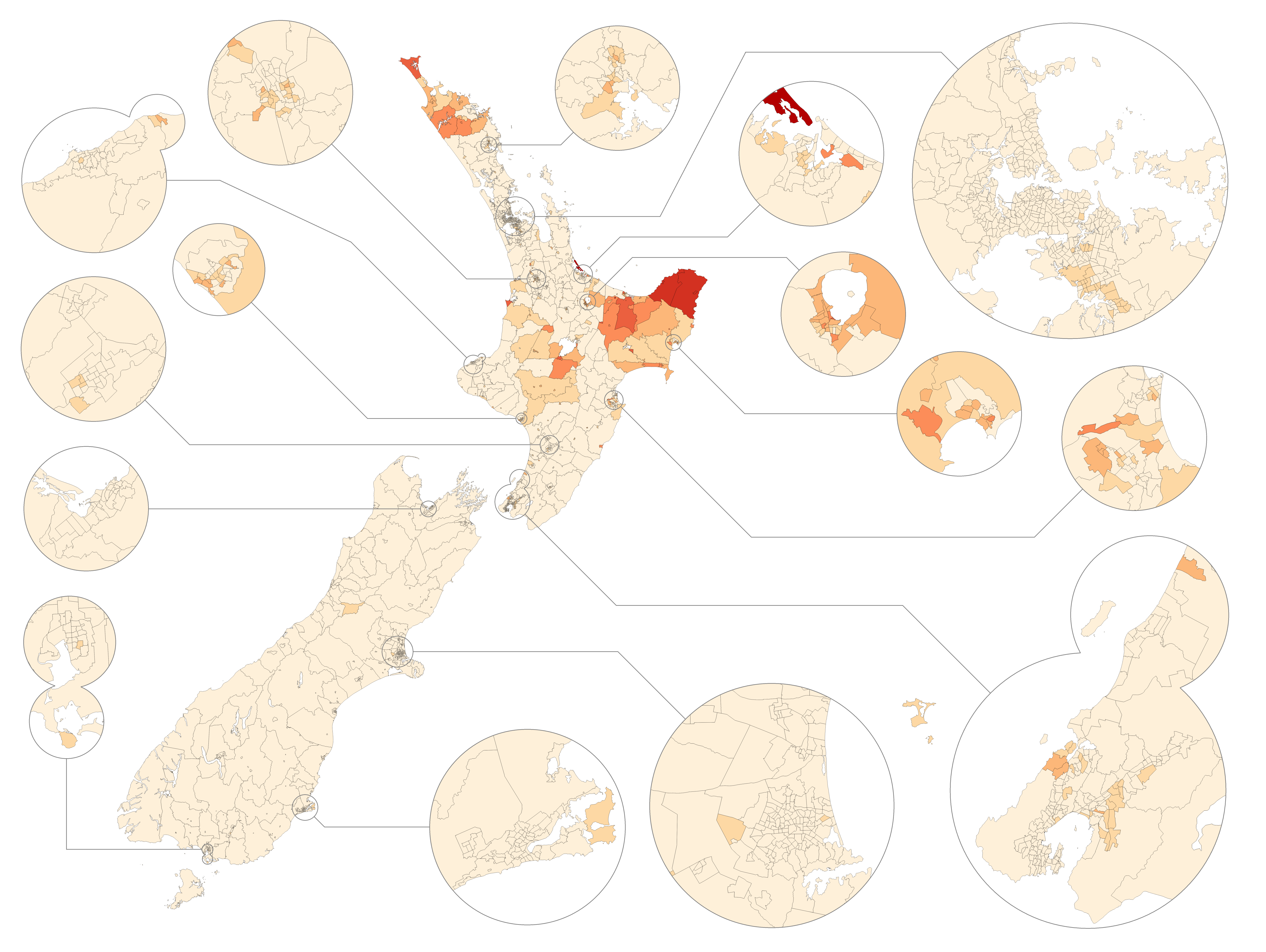
المتحدثون باللغة الماورية حسب تعداد 2013:

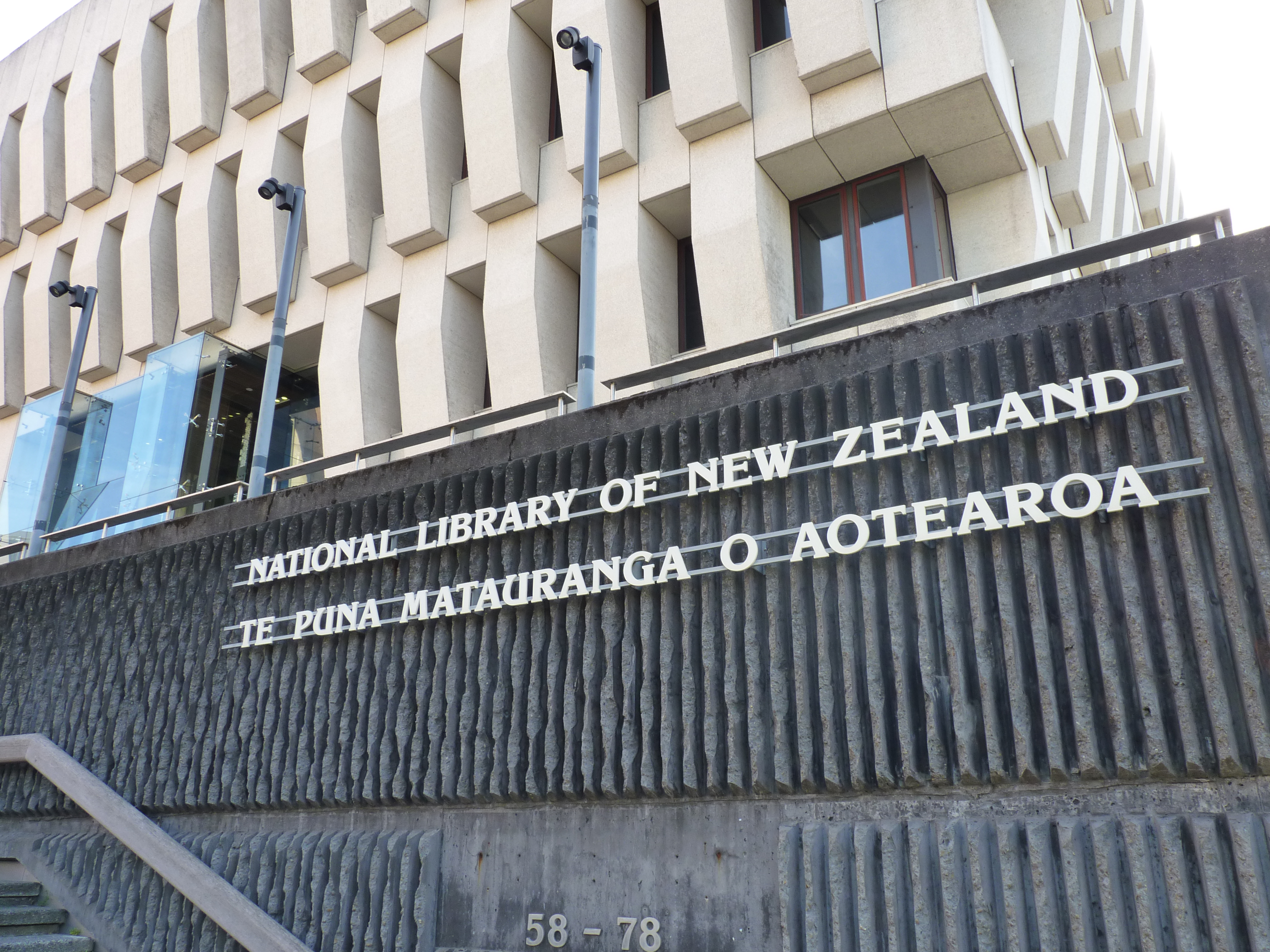
لافتة مكتبة نيوزيلندا الوطنية بالإنجليزية والماورية.

كانت اللغة الإنجليزية هي اللغة الرسمية الوحيدة في نيوزيلندا حتى عام 1987، وما تزال سائدة في معظم أرجاء نيوزيلندا، ثم أصبحت اللغة الماورية لغة رسمية وفقاً لقانون سنة 1987، ثم لغة الإشارة النيوزيلندية الخاصة بالصم طبقاً لقانون خاص بهذه اللغة صدر عام 2006. لتصبح بالبلاد ثلاث لغات رسمية، على الرغم بأن الإنجليزية هي الأكثر شيوعاً واستخداماً في نيوزيلندا حيث يتحدث الإنجليزية حوالي 98% من السكان، بينما لغة الماوري يتكلم بها 4.1 % من السكان. هنالك لغات أخرى غير رسمية مثل اللغة الساموية، ويتحث بها 2.3 %، تليها اللغة الفرنسية واللغة الهندية ولغة يوي ولغة شمال الصين.
احتلت اللغة الإنجليزية كلغة وطنية بحكم الأمر الواقع؛ بسبب استخدامها على نطاق واسع. وفي تعداد 2018، يظهر أن 95.4% من المستجيبين للتعداد يتحدثون الإنجليزية، بنسبة أقل عن تعداد 2013 الذي أظهر نسبة بلغت 96.1%. اللهجة الإنجليزية النيوزيلندية مشابهة للهجة الأسترالية؛ والعديد من المتحدثين من نصف الكرة الشمالي غير قادرين على التمييز بين اللكنات المختلفة.
سُمح للغة الماورية في المدارس المحلية لتسهيل تعليم اللغة الإنجليزية، ولكن مع مرور الوقت، أصبحت المواقف الرسمية متشددة ضد أي استخدام للغة. تم ثني الماوريين عن التحدث بلغتهم الخاصة في المدارس وأماكن العمل، وكانت موجودة كلغة مجتمعية فقط في عدد قليل من المناطق النائية. خضعت اللغة لإعادة إحياء منذ سبعينيات القرن العشرين، وبالفعل زاد عدد المتحدثين بالماورية. وكان مستقبل اللغة موضوع دعوى أمام محكمة وايتانغي في عام 1985. ونتيجة لذلك، تم إعلان الماورية لغة رسمية للبلاد بجانب الإنجليزية عام 1987. وفي تعداد 2013، أفاد 21.3% من الماوريين -و3.7% من جميع المستجيبين للتعداد بما في ذلك بعض الأشخاص غير الماوريين- بطلاقتهم في المحادثة باللغة الماورية. وهناك قناة تلفزيونية تقدم محتواها بالماورية (تليفزيون ماوري)، وهي الوحيدة على الصعيد الوطني. كما تم تسمية العديد من الأماكن رسمياً باسمين من الماورية والإنجليزية في السنوات الأخيرة.
في تعداد 2018، أبلغ 22987 شخصاً عن قدرتهم على استخدام لغة الإشارة النيوزيلندية، والتي قد تم إعلانها إحدى اللغات الرسمية لنيوزيلندا في عام 2006.
اللغة الساموية هي اللغة غير الرسمية الأكثر انتشاراً (2.2%)، تليها "الصينية الشمالية" (بما في ذلك الماندرين؛ بنسبة 2.0%)، تليها الهندية (1.5%) والفرنسية (1.2%). وهناك نسبة كبيرة من المهاجرين من الجيلين الأول والثاني متعددي اللغات. وقد ورد في تعداد 2018، ورد أن أكثر من 0.1% من السكان يتحدثون باللغات في الجدول التالي. يمكن للأفراد اختيار أكثر من لغة واحدة، وبالتالي فإن النسب المئوية لا تصل إلى 100%. تشمل الإحصائيات أولئك الذين لا يتحدثون أي لغة (على سبيل المثال، أصغر سناً من أن يتحدثوا).
| الإنجليزية                                    | 4,482,135 | 95.37  | ▼0.77 |
| الماورية                                      | 185,955   | 3.96   | 0.22  |
| الساموية                                      | 101,937   | 2.17   | ▼0.01 |
| ماندراين الصينية                              | 95,253    | 2.03   | 0.71  |
| الهندية                                       | 69,471    | 1.48   | ▼0.19 |
| الفرنسية                                      | 55,116    | 1.17   | ▼0.06 |
| صينية يوي                                     | 52,767    | 1.12   |       |
| لهجات صينية                                   | 51,501    | 1.10   | 0.02  |
| التاغالوغية                                   | 43,278    | 0.92   | 0.19  |
| الألمانية                                     | 41,385    | 0.88   | ▼0.04 |
| الإسبانية                                     | 38,823    | 0.83   | 0.15  |
| الأفريقانية                                   | 36,966    | 0.79   | 0.10  |
| التونغية                                      | 35,820    | 0.76   | ▼0.04 |
| البنجابية                                     | 34,227    | 0.73   | 0.23  |
| الكورية                                       | 31,323    | 0.67   |       |
| فيجية هندية                                   | 26,805    | 0.57   | 0.53  |
| اليابانية                                     | 24,885    | 0.53   | 0.02  |
| الهولندية                                     | 23,343    | 0.50   | ▼0.11 |
| لغة الإشارة النيوزيلندية                      | 22,986    | 0.49   | ▼0.02 |
| الكجراتية                                     | 22,200    | 0.47   | 0.03  |
| الروسية                                       | 12,543    | 0.27   | 0.03  |
| اللغة العربية                                 | 12,399    | 0.26   | ▼0.01 |
| البرتغالية                                    | 10,569    | 0.22   | 0.08  |
| التاميلية                                     | 10,107    | 0.22   | 0.04  |
| الإيطالية                                     | 9,903     | 0.21   |       |
| التايلندية                                    | 9,066     | 0.19   |       |
| الماليالامية                                  | 9,024     | 0.19   | 0.08  |
| الماليزية                                     | 8,097     | 0.17   |       |
| ماورية جزر كوك [الإنجليزية]                   | 7,833     | 0.17   | ▼0.04 |
| الأردية                                       | 7,824     | 0.17   | 0.04  |
| الفيتنامية                                    | 7,755     | 0.17   | 0.03  |
| الخميرية                                      | 7,551     | 0.16   | ▼0.01 |
| السنهالية                                     | 7,266     | 0.15   | 0.02  |
| الفيجية                                       | 7,143     | 0.15   | ▼0.01 |
| الفارسية                                      | 7,002     | 0.15   | 0.02  |
| الإندونيسية                                   | 6,282     | 0.13   | 0.01  |
| لغات مين الصينية                              | 5,760     | 0.12   | ▼0.01 |
| التيلوغوية                                    | 5,754     | 0.12   | 0.04  |
| الصربية الكرواتية                             | 5,502     | 0.12   | ▼0.02 |
| المراثية                                      | 4,770     | 0.10   | 0.03  |
| لا شيء (على سبيل المثال أصغر سناً من أن يتحدث) | 101,751   | 2.17   | 0.47  |
| إجمالي المستجيبين للتعداد                     | 4,699,716 | 100.00 |       |

## التعليم

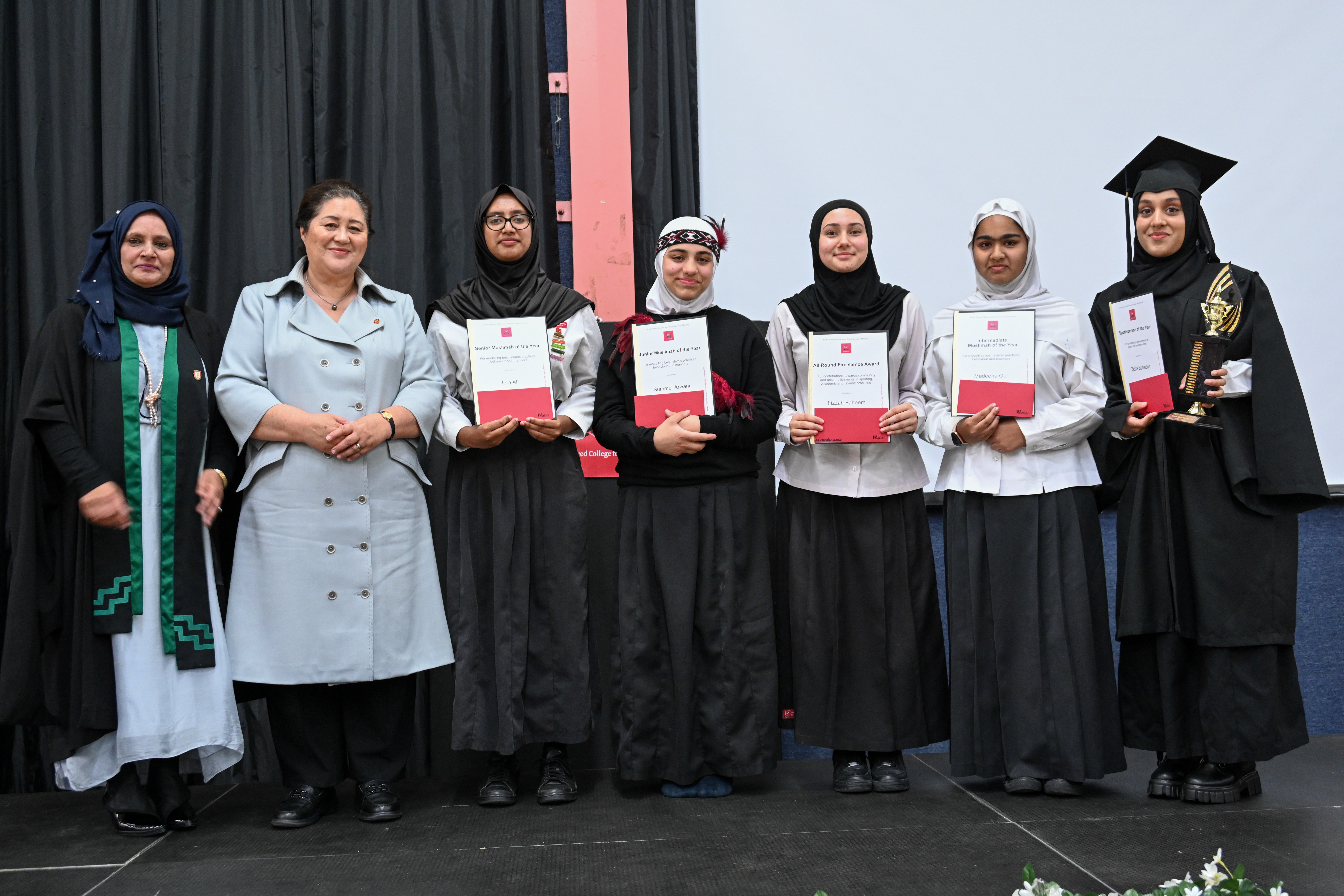
طالبات في المرحلة الثانوية بكلية زايد، أوكلاند.

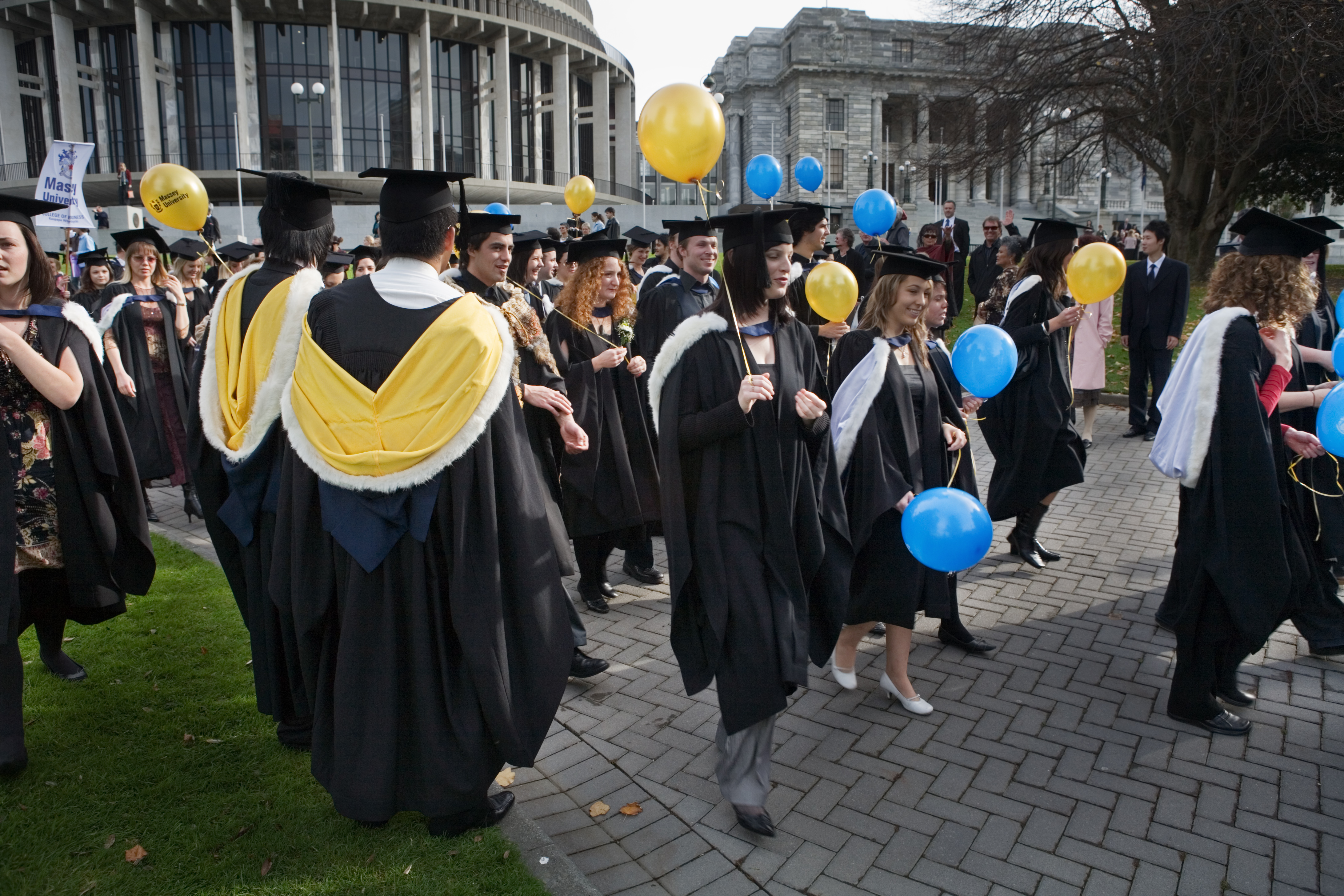
خريجو جامعة ماسي، ويلينغتون

يتبع التعليم النيوزيلندي نموذج المستويات الثلاثة، والذي يشمل مدارس التعليم الأساسي، تليها المدارس الثانوية، ثم التعليم العالي في الجامعات أو المعاهد الفنية. صنف برنامج تقييم الطلاب الدوليين التعليم في نيوزيلندا في المرتبة السابعة في عام 2009. أدرج مؤشر التعليم -الذي نُشر مع مؤشر التنمية البشرية لعام 2014 التابع للأمم المتحدة واستناداً إلى بيانات من عام 2013- نيوزيلندا عند 0.917، واحتلت بذلك المرتبة الثانية بعد أستراليا.
في يوليو 2019، كان هناك 476240 طالباً في مرحلة التعليم الأساسي، و278266 طالباً في مرحلة التعليم الثانوي، و58340 طالباً في المدارس المركبة (التعليم الأساسي والثانوية معاً). التعليم الابتدائي والثانوي إلزامي للأطفال الذين تتراوح أعمارهم بين 6 و 16 عاماً، حيث يبدأ معظم الأطفال تعليمهم في سن الخامسة. قد يتم منح إعفاءات من المغادرة المبكرة للطلاب من التعليم البالغين من العمر 15 عاماً، والذين يعانون من بعض الصعوبات المستمرة في المدرسة، أو من غير المرجح أن يستفيدوا منها باستمرار حضورهم. ويمكن للوالدين ومقدمي الرعاية تعليم أطفالهم في المنزل إذا حصلوا على موافقة من وزارة التعليم؛ وأثبتوا أن أطفالهم سيتعلمون "بشكل منتظم ومقيدون في مدرسة مسجلة معترف بها". الدراسة لمدة 13 عاماً دراسياً، والالتحاق بالمدارس الحكومية (العامة) مجاني اسمياً منذ عيد الميلاد الخامس للطالب المتقدم حتى نهاية السنة التقويمية التي تلي عيد ميلادهم التاسع عشر.
يختلف العام الدراسي في نيوزيلندا بين المؤسسات المختلفة، ولكنه يمتد عموماً من أواخر يناير حتى منتصف ديسمبر لمدارس التعليم الأساسي والمدارس الثانوية والفنون التطبيقية، ومن أواخر فبراير حتى منتصف نوفمبر للجامعات. نيوزيلندا لديها معدل معرفة القراءة والكتابة للبالغين وصل إلى 99%، وأكثر من نصف السكان الذين تتراوح أعمارهم بين 15 و 29 عاماً يحملون مؤهلات جامعية. بلغت نسبة السكان البالغين 14.2% من الحاصلين على درجة البكالوريوس أو أعلى، و30.4% ممن لديهم شكل من أشكال المؤهلات الثانوية كأعلى مؤهل لهم، و22.4% ليس لديهم مؤهل رسمي.
لدى نيوزيلندا ثمانية جامعات، ومنها جامعات حكومية وأخرى خاصة. تتوزع الجامعات الثماني عبر أرجاء البلاد لتشكّل النظام الجامعي في نيوزيلندا عبر الجزيرتين الرئيسيتين من الشمال إلى الجنوب. كانت جامعة نيوزيلندا تاريخياً الجامعة الوحيدة المانحة للشهدات في البلاد إبَّان الفترة من عام 1874 حتى عام 1961، حيث كانت جامعة اتحادية تألَّفت من ستة جامعات كانت بمثابة كليَّات تأسيسية. قدَّمت الجامعات النيوزيلندية عام 2013 تعليماً تأهيلياً لأكثر من 180000 طالب أو ما يكافئه لـ132553 طالب بدوام كامل.

## الدين
الأديان في نيوزيلندا (2018): 

الديانة السائدة في نيوزيلندا هي المسيحية. بحسب تعداد 2018، عرّف حوالي 38% من السكان أنفسهم على أنهم مسيحيون، على الرغم من أن الحضور المنتظم للمؤمنين في الكنائس يُقدر بنحو 15% فقط. وأشار 48.5% آخرون إلى أنهم لا دين لهم  (زيادة من 41.9% عام 2013 و34.7% في 2006 )، وحوالي 7.5% ينتمون إلى ديانات أخرى.
| الانتماء الديني في نيوزيلندا (2018) | الانتماء الديني في نيوزيلندا (2018) | الانتماء الديني في نيوزيلندا (2018) |
| الانتماء                            | % من عدد سكان نيوزيلندا             | % من عدد سكان نيوزيلندا             |
| ----------------------------------- | ----------------------------------- | ----------------------------------- |
| ذوي انتماء ديني                     | 44.93                               | 44.93                               |
| أنجليكانيون                         | 6.70                                | 6.7                                 |
| رومان كاثوليك                       | 6.29                                | 6.29                                |
| مشيخيون                             | 4.71                                | 4.71                                |
| مسيحيون آخرون                       | 20.23                               | 20.23                               |
| هندوس                               | 2.63                                | 2.63                                |
| مسلمون                              | 1.31                                | 1.31                                |
| بوذيون                              | 1.12                                | 1.12                                |
| ديانات أخرى                         | 2.83                                | 2.83                                |
| لادينيون                            | 48.47                               | 48.47                               |
| اعترضوا على المشاركة والإجابة       | 6.66                                | 6.66                                |

كان الدين الماوري التقليدي هو الدين المنتشر بين السكان الأصليين من الماوري، ولكن منذ أوائل القرن التاسع عشر، ومع وصول طليعة المبشرين؛ تحول معظم السكان الماوريين إلى المسيحية. ففي تعداد 2018 عرّف 3699 شخصاً فقط من الماوري أنفسهم على أنهم ملتزمون بـ "ديانات ومعتقدات وفلسفات الماوري".
بحسب تعداد 2018، أكبر الطوائف المسيحية المنتشرة بين السكان المسيحيون هي الأنجليكانية (6.7% من السكان)، ثم الروم الكاثوليك (6.3%)، والمشيخية (4.7%). هناك أيضاً أعداد كبيرة من المسيحيين الذين ينتمون إلى الكنائس الميثودية، والخمسينية، والمعمدانية، وكنيسة يسوع المسيح لقديسي الأيام الأخيرة، وأيضاً كنيسة راتانا التي تتخذ من نيوزيلندا مقراً لها؛ وأغلب أتباعها من الماوريين. ساهمت الهجرة والتغيير الديموغرافي المرتبط بها في العقود الأخيرة في نمو الأقليات الدينية، خاصةً الهندوسية والبوذية والإسلام.

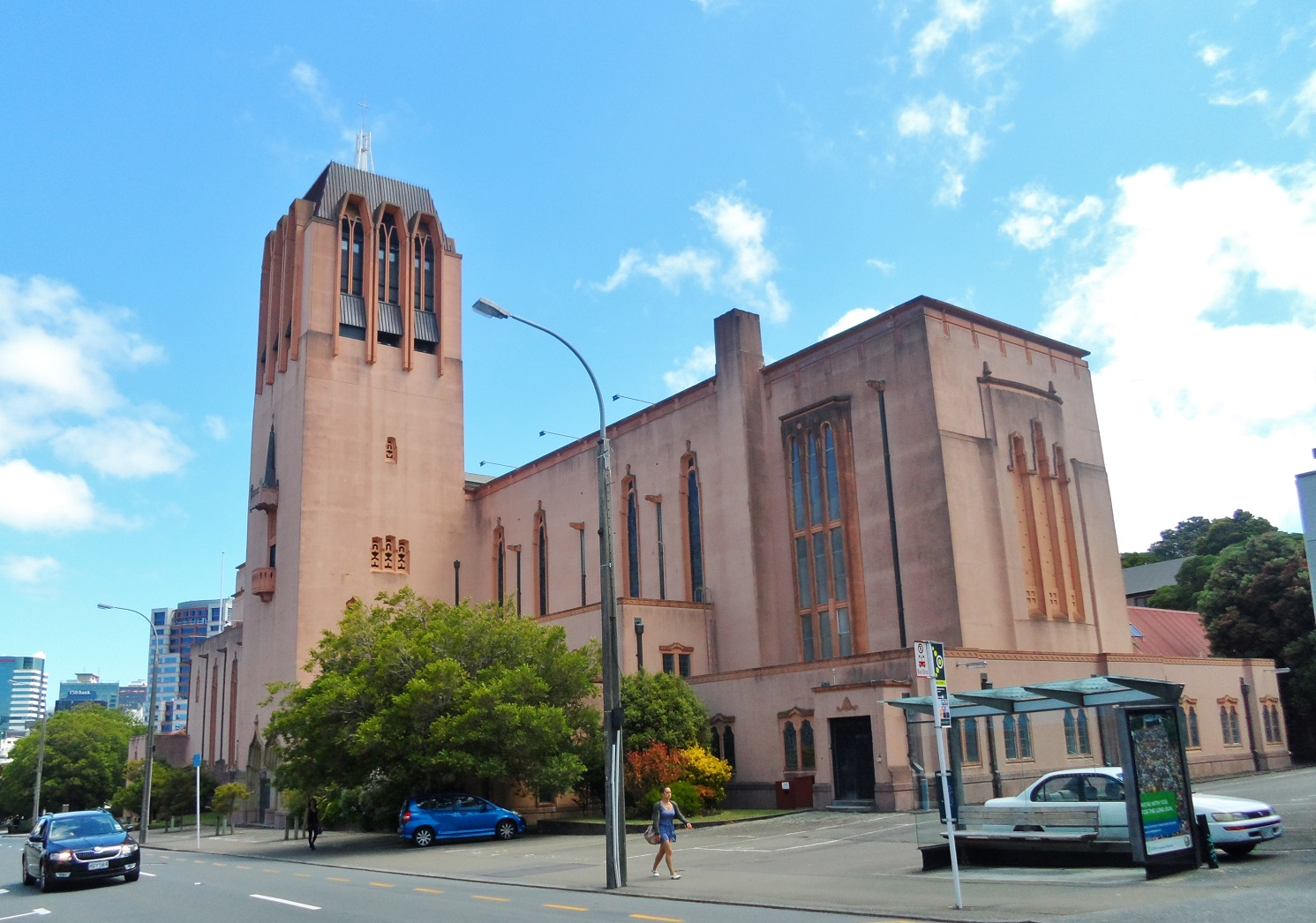
كاتدرائية القديس بولس الأنجليكانية، ويلينغتون.
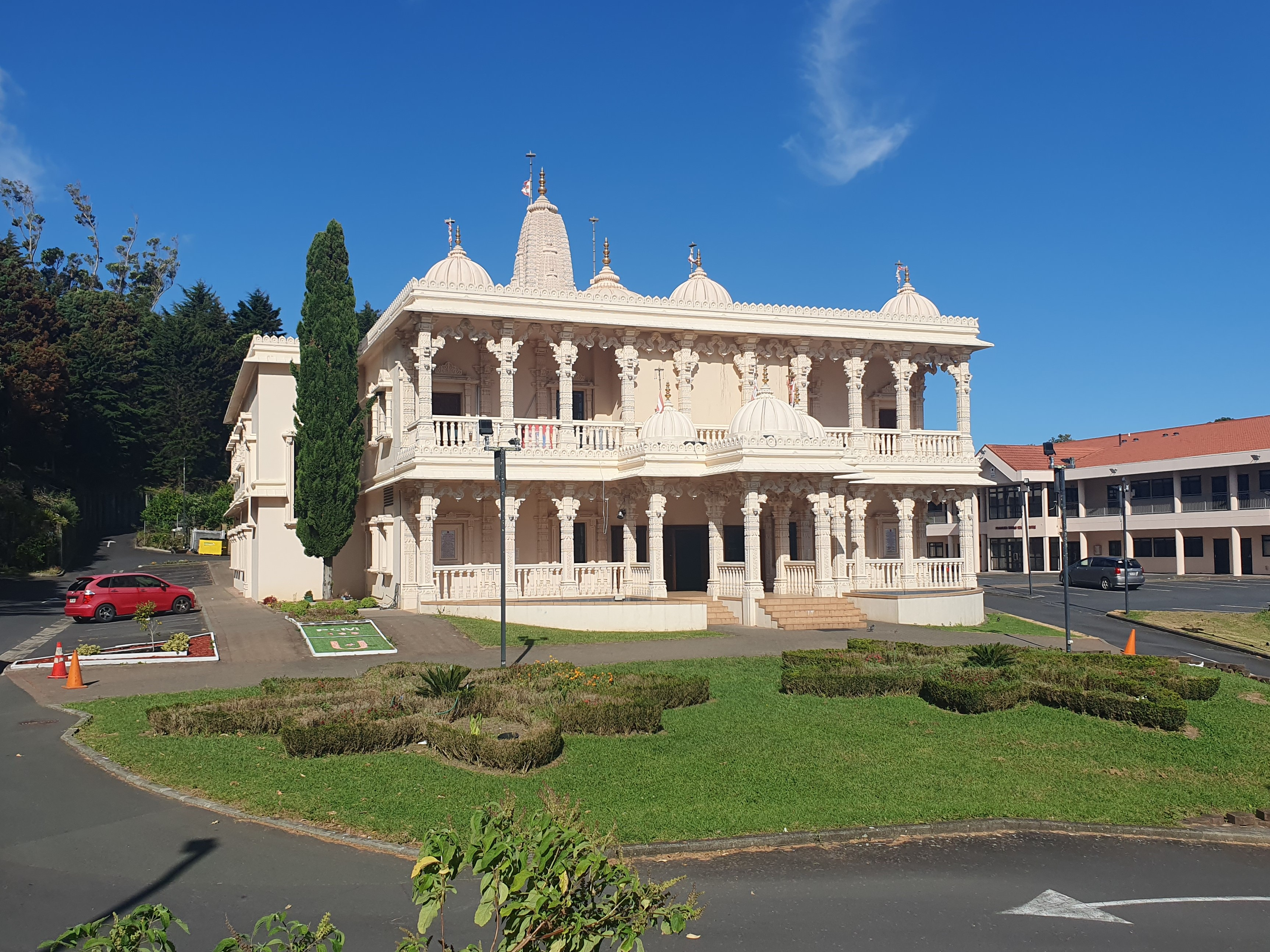
معبد سوامينارايان [الإنجليزية] الهندوسي في أفونديل، أوكلاند.
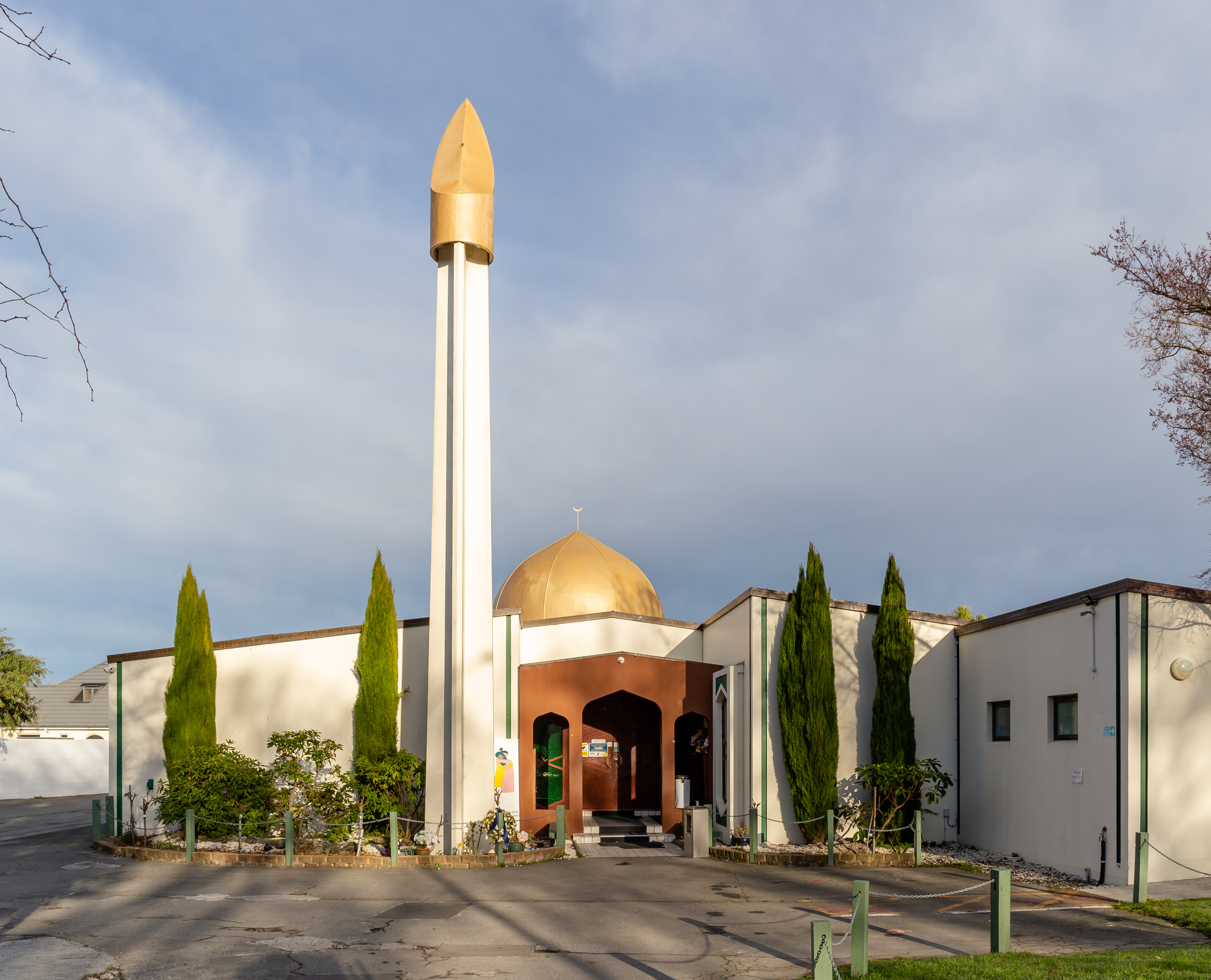
مسجد النور، كرايستشرش.
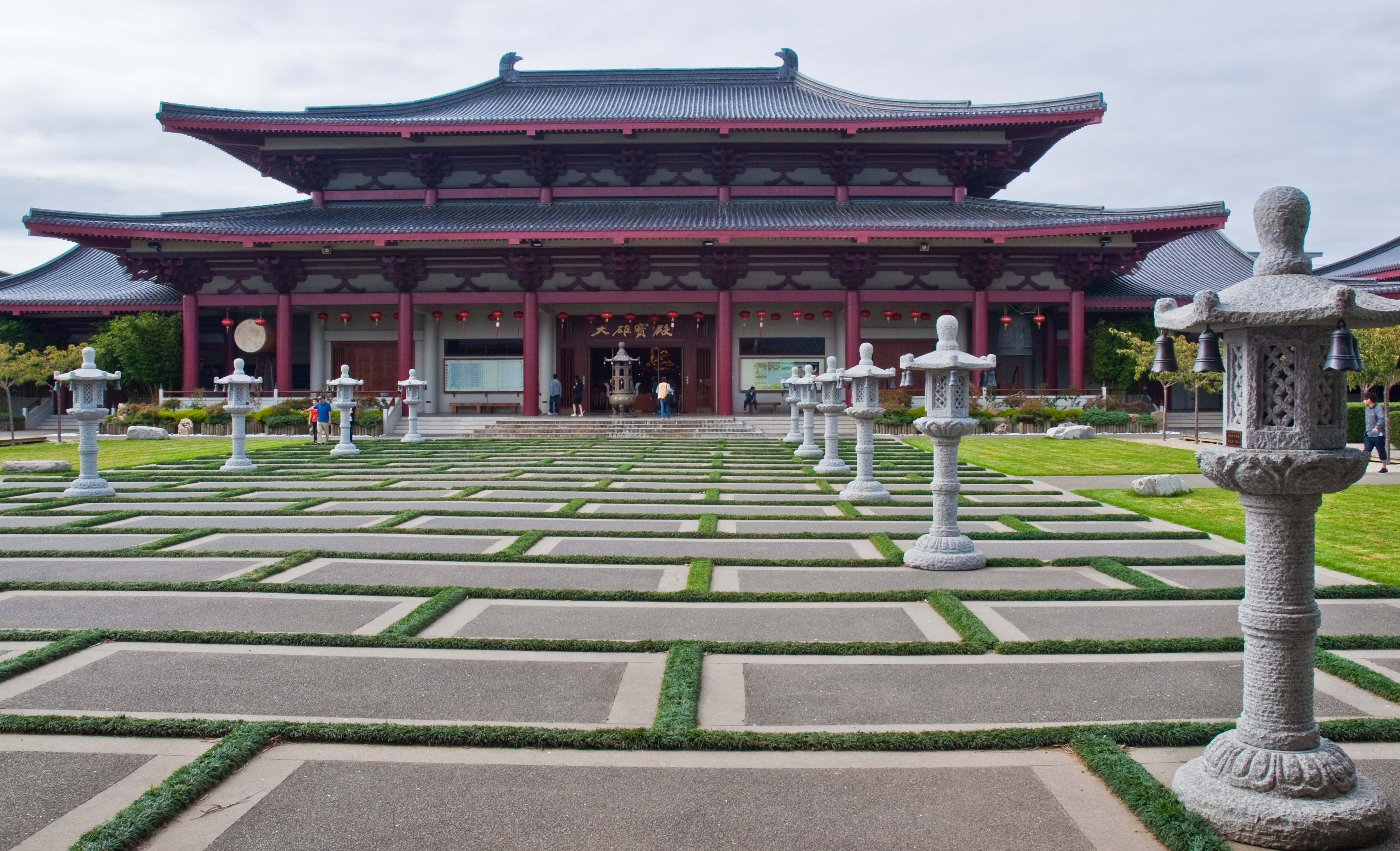
معبد فو غوانغ شان البوذي، أوكلاند.
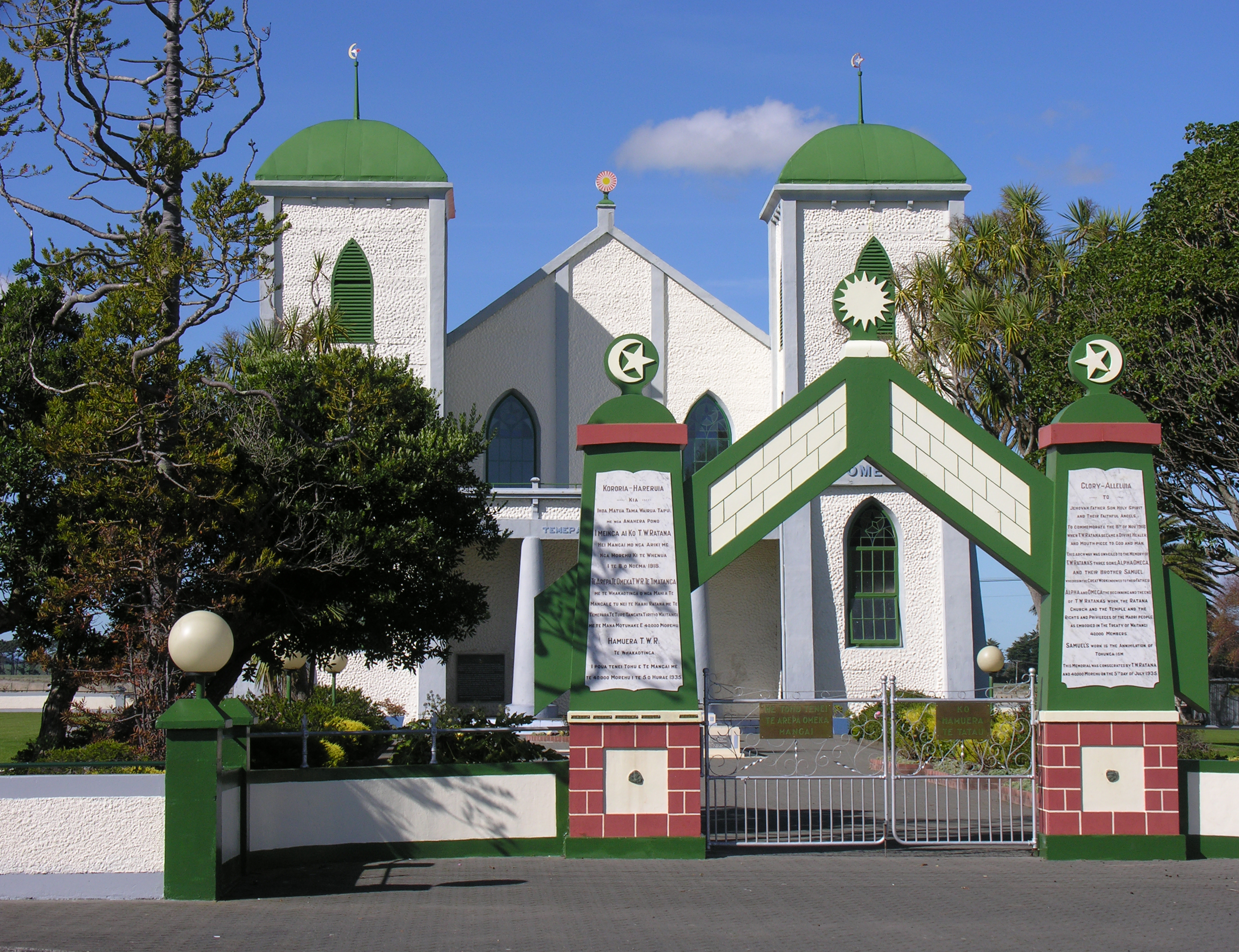
كنيسة راتانا في راتانا با، وانجانوي.
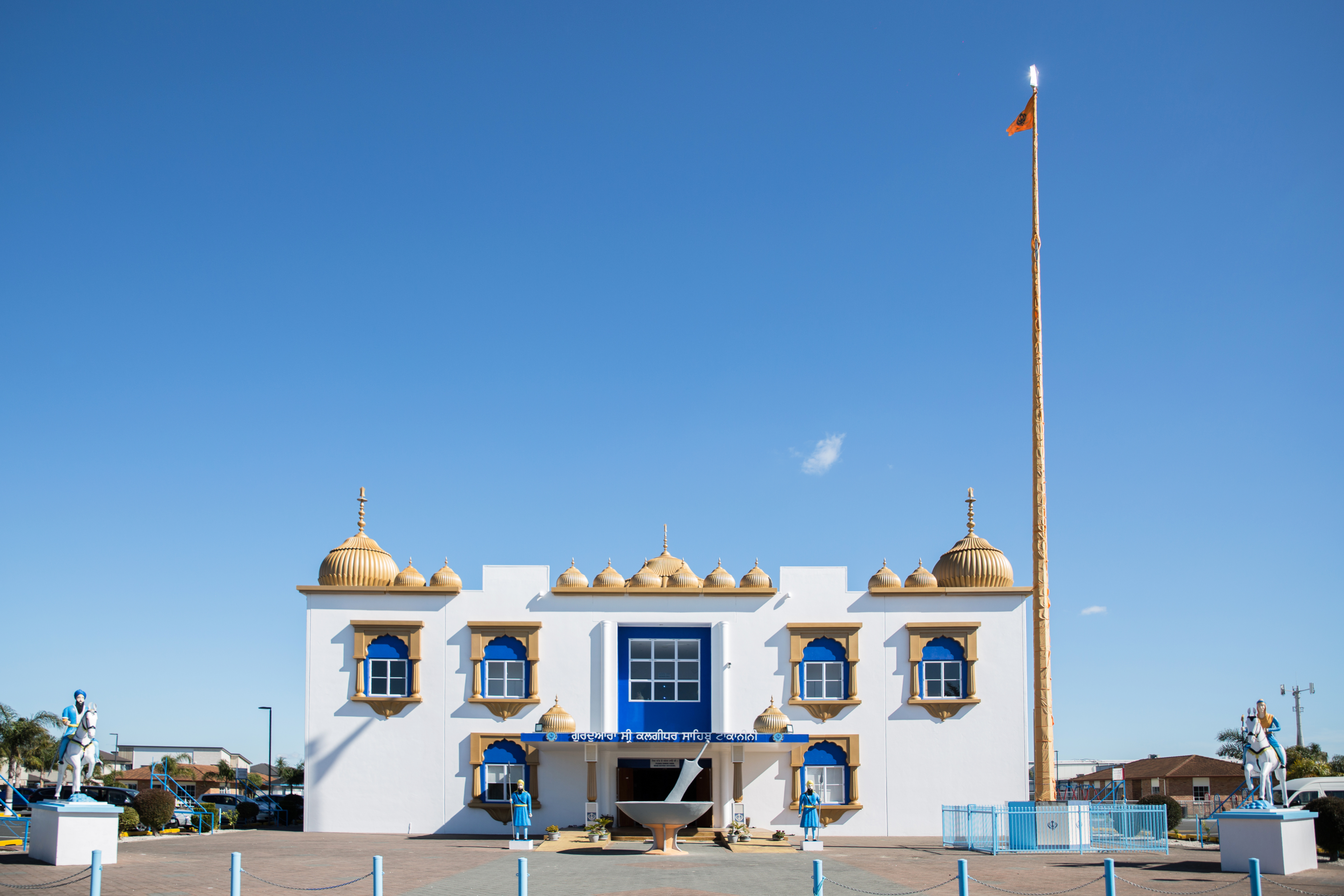
غوردوارا سري كالجيدهار صاحب السيخي في تاكانيني، أوكلاند.

على الرغم من أن نيوزيلندا دولة علمانية إلى حد كبير، إلا أن الدين يجد مكاناً في العديد من التقاليد الثقافية للسكان، فالمناسبات المسيحية الكبرى مثل عيد الميلاد وعيد القيامة هي عطلات رسمية في البلاد، ويحتفل بها المتدينون وغير المتدينيين على حد سواء. كما أن النشيد الوطني للبلاد دافع الله عن نيوزيلندا يذكر اسم الله عدة مرات في كلماته. وكان هناك جدل عرضي في البلاد حول درجة الفصل بين الكنيسة والدولة، على سبيل المثال ممارسة الصلاة والتعليم الديني في الجمعيات المدرسية.

## الدخل

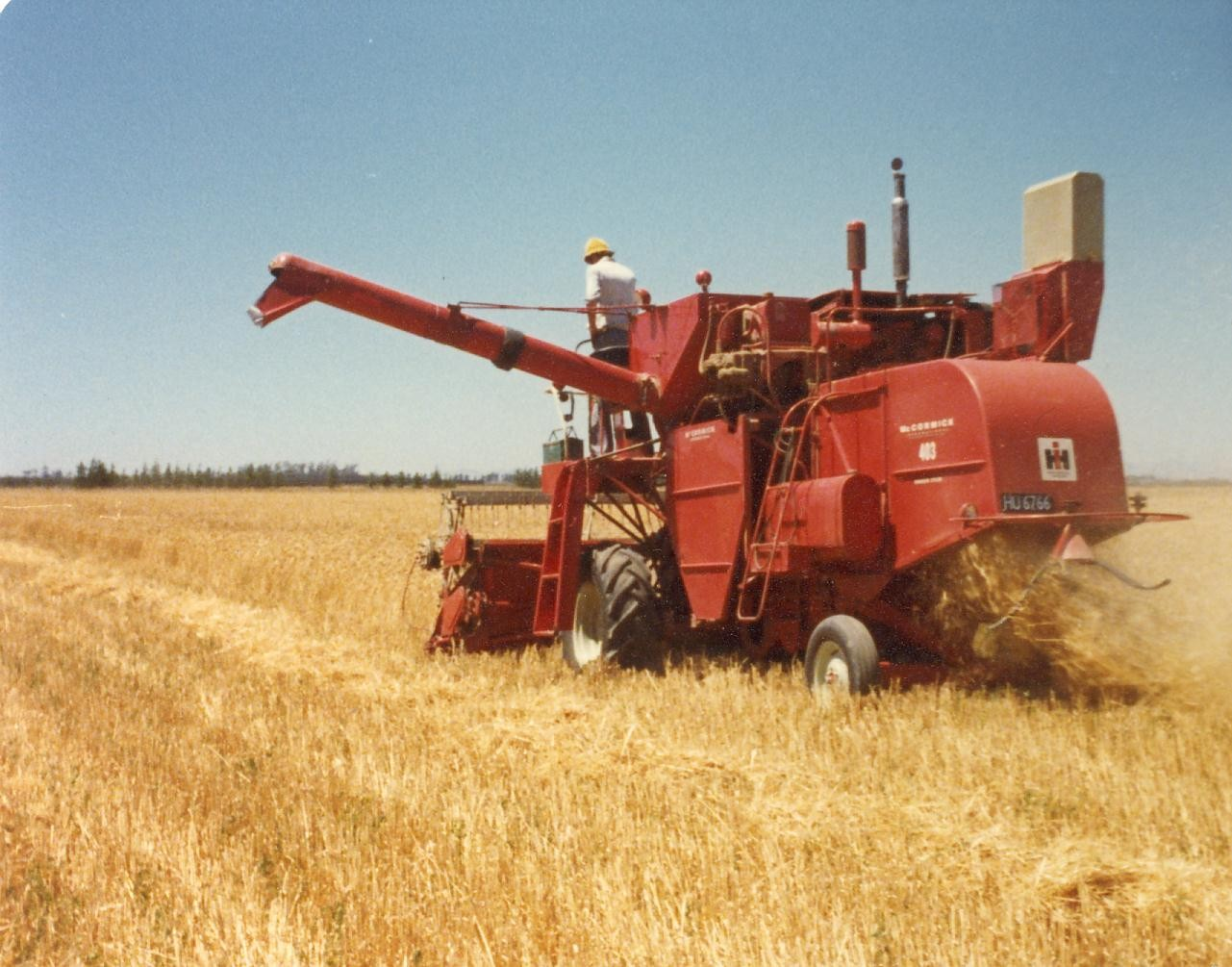
مزرعة في كانتربيري.

كان الاقتصاد النيوزيلندي المبكر قائماً على صيد الحيتان، وزراعة الكتان، واستخراج الذهب وصمغ الكوري، وصناعات الأخشاب المحلية. وخلال ثمانينيات القرن التاسع عشر، أصبحت المنتجات الزراعية أعلى عائد للتصدير، وكانت الزراعة هي المهنة الرئيسية الشائعة بين سكان نيوزيلندا في سن العمل، وحتى الآن لا تزال الزراعة من المهن الرئيسية في البلاد، حيث أشار 75000 مواطن إلى أن الزراعة هي مهنتهم الرئيسية خلال تعداد عام 2006. على الرغم من أن مزارع الألبان قد استحوذت مؤخراً على القطاع الأكبر ضمن تربية الأغنام. كانت أكبر وظيفة تم تسجيلها خلال تعداد 2018 هي مساعد مبيعات بـ 108702 نسمة، يليهم مديرو المكاتب (65907 نسمة)، والرؤساء التنفيذيين أو المديرين الإداريين (54480 نسمة)، ومندوبو المبيعات (51747 نسمة). وكانت أكبر صناعات التوظيف هي المقاهي والمطاعم (67608 نسمة) ومحلات السوبر ماركت ومحلات البقالة (57609 نسمة) ومجال التعليم الأساسي (55779 نسمة)، والمستشفيات (52887 نسمة)، وبناء المنازل (51804 نسمة). ويُلاحظ أن دخول أغلب السكان من الأجور أو المرتبات بنسبة 60.6%، ومصادر الدخل الأخرى من المعاشات التقاعدية أو المعاشات بنسبة 17.3%، أما الدخول من الفوائد والاستثمارات (16.8%)، والعمل الحر في المرتبة الأخيرة بنسبة 14.8%.
في عام 1982، كان لنيوزيلندا أدنى دخل للفرد من بين جميع الدول المتقدمة التي شملها مسح من قبل البنك الدولي. وفي عام 2010، كان الناتج المحلي الإجمالي التقديري عند تعادل القوة الشرائية للفرد حوالي 28250 دولاراً أمريكياً، بين المرتبة الحادية والثلاثين والحادية والخمسين الأعلى لجميع البلدان. وكان متوسط الدخل الشخصي عام 2006 حوالي 24400 دولار. وكان ذلك يُعد ارتفاعاً، فقد كان متوسط الدخل الشخصي عام 1996 حوالي 15600 دولار فقط، مع أكبر زيادات في فئة 50000 دولار إلى 70000 دولار. ويُلاحظ أن الرجال يكسبون أكثر من النساء بالنسبة للمتوسط العام، حيث بلغ متوسط دخل الرجال عام 2011 حوالي 31500 دولار، بزيادة قدرها 12400 دولار عن النساء. كان أعلى متوسط دخل شخصي للأشخاص الذين ينتمون إلى المجموعات العرقية الأوروبية أو "العرقيات الأخرى"، بينما احتلت العرقيات الآسيوية المرتبة الأدنى من حيث الدخل الشخصي. وبلغ متوسط الدخل للأشخاص الذين يعرفون على أنهم ماوريون حوالي 20900 دولار. وفي عام 2013، ارتفع متوسط الدخل الشخصي بشكل طفيف إلى 28500 دولار.

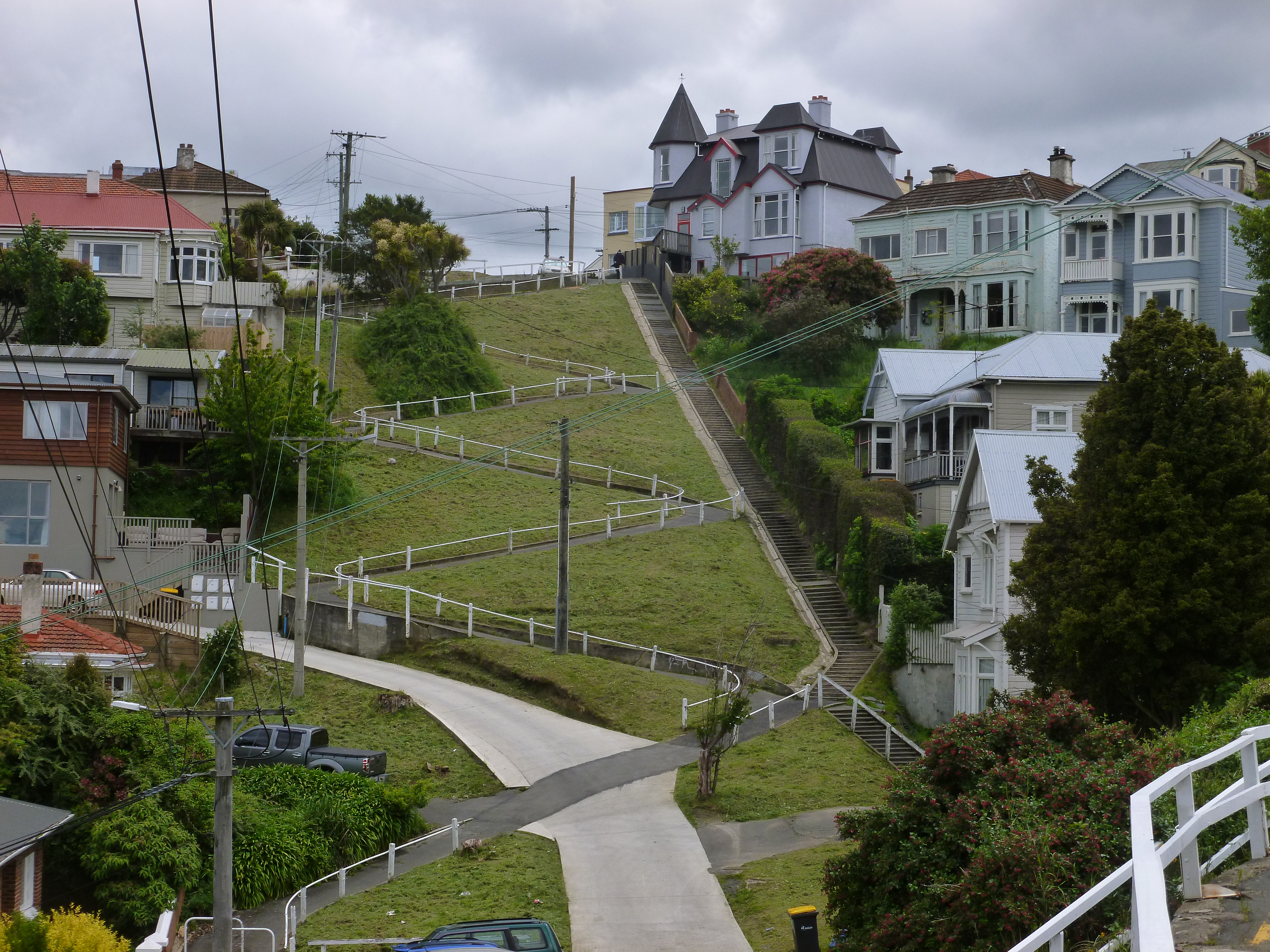
مساكن في ضواحي دنيدن.

بلغ معدل البطالة ذروته فوق نسبة 10% خلال عاميّ 1991 و1992، قبل أن تنخفض إلى مستوى قياسي منخفض بلغ 3.7% عام 2007 (احتلت نيوزيلندا المرتبة الثالثة من بين 27 دولة مماثلة في منظمة التعاون الاقتصادي والتنمية). زادت نسبة البطالة مرة أخرى إلى 7% في أواخر عام 2009. في ربع يونيو 2017، انخفضت نسبة البطالة إلى 4.8%. وعَدَّ هذا أدنى معدل بطالة منذ ديسمبر 2008 بعد بداية الأزمة المالية العالمية، عندما كان 4.4%. استمر هذا الاتجاه حتى سبتمبر 2012، ووصل إلى نسبة عالية بلغت 6.7%. ثم بدأ بالانخفاض والتعافي، حيث استقرت نسبة البطالة عند 3.9% في يونيو 2019. ويقوم معظم النيوزيلنديين ببعض أشكال العمل التطوعي، وتتطوع النساء (92%) أكثر من الذكور (86%).
بالنسبة للملكيات، فقد انخفض معدل ملكية المنازل منذ عام 1991، من 73.8% إلى 66.9% في العام 2006. ففي 2014، قال شاموبيل إيكوب المدير الاقتصادي الأسبق للمعهد النيوزيلندي للبحوث الاقتصادية؛ إنه قبل ثلاثين عاماً كان متوسط تكلفة المنزل في نيوزيلندا ضعفين أو ثلاثة أضعاف متوسط دخل الأسرة. وارتفعت أسعار المنازل بشكل كبير في السنوات الأولى من القرن الحادي والعشرين. وبحلول عام 2007، أصبح متوسط تكلفة المنزل أكثر من ستة أضعاف دخل الأسرة. وقد أظهرت الدراسات الاستقصائية الدولية في عام 2013 أن تكلفة الإسكان لا يمكن تحملها في جميع الأسواق الثمانية الرئيسية في نيوزيلندا، حيث أن أسعار المساكن تزيد عن ثلاثة أضعاف متوسط الدخل الإقليمي.